# Palestina

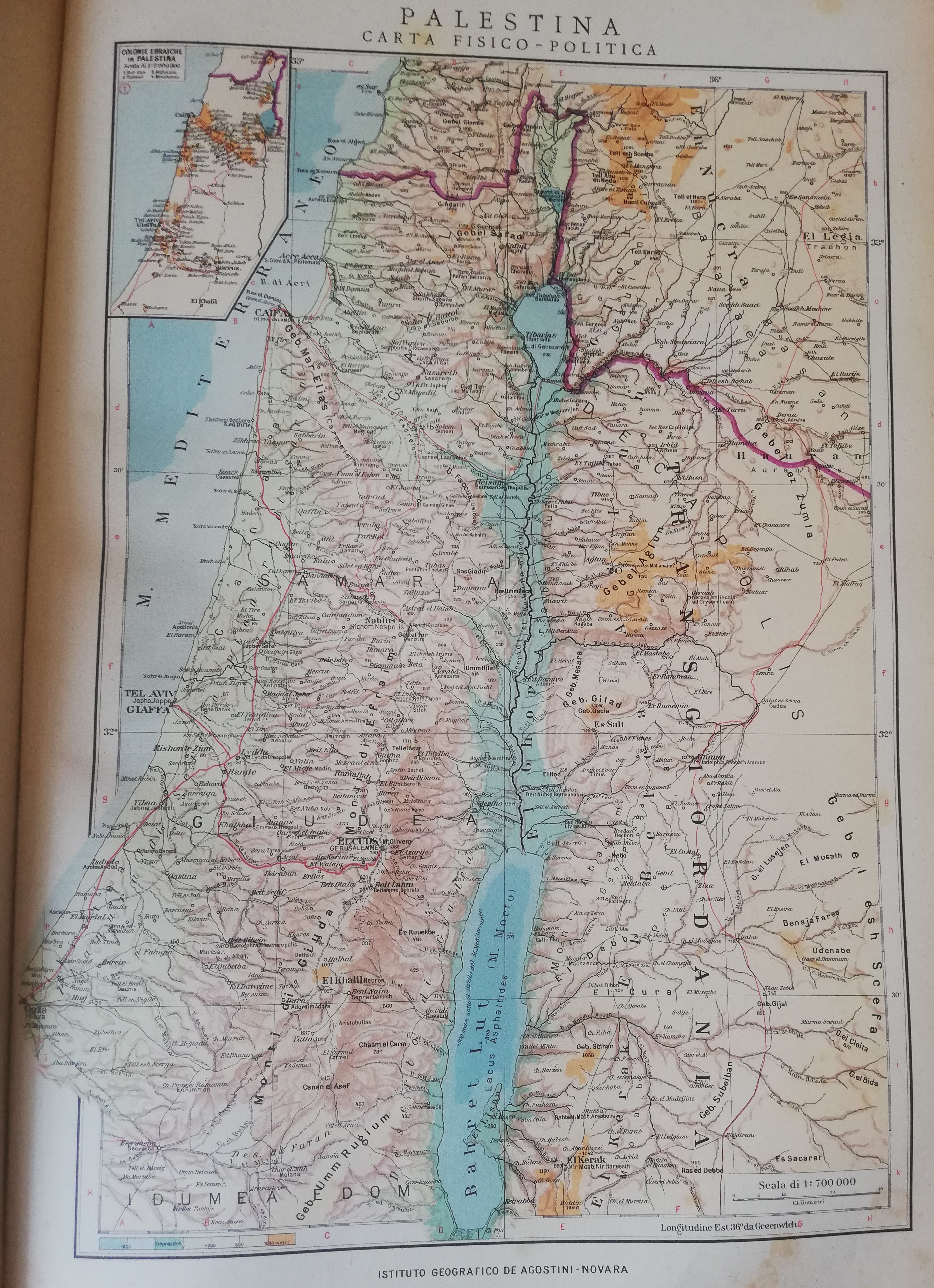
Carta fisico-politica della Palestina - 1938.

La Palestina (in greco: Παλαιστίνη, Palaistínē; in latino: Palaestina; in arabo فلسطين‎?, Filasṭīn o Falasṭīn; in ebraico פלשתינה‎?, Palestina; in yiddish: פּאלעסטינע, Palestine) è la regione geografica del Vicino Oriente compresa tra il mar Mediterraneo, il fiume Giordano, il Mar Morto, a scendere fino al Mar Rosso e ai confini con l'Egitto. 
È un territorio caratterizzato da insediamento umano di antichissima data, abitato da popolazioni umane stabili (come pure di Neanderthal) fin da epoche preistoriche. La città di Gerico è ritenuta il sito abitato in modo continuativo più antico al mondo, essendo abitato dal 9000 a.C circa. I confini e lo status politico della regione sono cambiati nel corso della storia: una versione arcaica del nome, Philistia, è stato usato da scrittori greci antichi per indicare la regione litoranea tra la Fenicia e l'Egitto colonizzata dai Filistei; poi fu ufficialmente adottato, nel 134 d.C.,  come nome di una provincia dell'Impero romano nella versione Syria Palaestina come scherno alla popolazione locale (anche se non più esistenti all'epoca, Filistei e Israeliti erano antichi rivali), quindi come parte dell'Impero bizantino e del califfato arabo omayyade, da quello abbaside e dall'imamato ismailita fatimide.
La regione, pur con alcune modifiche di confini, comprendeva la maggior parte del territorio chiamato nella Bibbia ebraica "Terra di Canaan" e "Terra di Israele". Occupa la parte meridionale della più ampia regione storica della Siria (o Levante) ed è considerata "Terra santa" da ebraismo, cristianesimo e islam.
Durante il dominio ottomano l'area fu divisa in diverse regioni amministrative e comprendeva principalmente il Sangiaccato di Gerusalemme, oltre a parti del vilayet di Beirut (il Sangiaccato di Nablus e il Sangiaccato di Acri) e del vilayet di Siria. Dopo il crollo dell'Impero ottomano fu creata a ovest del fiume Giordano la Palestina sotto mandato britannico (1922-1948), oggetto di una partizione nel 1947 a opera dell'ONU, poi non concretizzatosi, che ne destinava una parte a uno Stato ebraico e un'altra a uno Stato arabo. Attualmente, a valle dei conflitti arabo-israeliani, il suo territorio è diviso tra lo Stato di Israele e lo Stato di Palestina.

## Il nome e la Palestina antica
Il primo uso certo del nome Palestina per riferirsi all'intera area tra la Fenicia e l'Egitto risale al V secolo a.C. nell'antica Grecia, quando Erodoto nelle Storie chiamò la parte meridionale della Siria Palaistine. Erodoto afferma che i suoi abitanti erano circoncisi, costume diffuso tanto tra gli Ebrei quanto tra altri popoli della regione come gli Egizi. Circa un secolo più tardi, Aristotele, nella Meteorologia (Libro secondo, 359a 17), usò similmente il termine per indicare la regione del mar Morto. Altri autori greci che usarono il termine per riferirsi alla stessa regione furono Polemone e Agatarchide di Cnido, seguiti da scrittori romani come Ovidio, Tibullo, Pomponio Mela, Plinio il Vecchio, Dione Crisostomo, Stazio e Plutarco, così come da scrittori romani di origine ebraica come Filone di Alessandria e Flavio Giuseppe.
Parecchi secoli dopo la scomparsa dei Filistei, l'imperatore romano Adriano ribattezzò la Giudea come Palestina (con il nome degli antichi nemici degli ebrei) per vendicarsi della rivolta giudaica (135 d.C.): "Palaestina" è la forma "romanizzata" dell'antica denominazione biblica "Filistia"; deriva dal termine Peleshet, che significa "terra dei Filistei". Il nome "Filistia" era tuttavia un toponimo già noto, introdotto da Erodoto e già utilizzato dai Greci.
Il termine fu adottato ufficialmente, per designare una provincia romana, nel 135 d.C., anno in cui le autorità romane, dopo la sanguinosa repressione della rivolta di Bar Kokhba appena conclusa, decisero il cambio di nome della provincia di Giudea, che venne riorganizzata territorialmente e rinominata Syria Palaestina. Il cambio di denominazione potrebbe avere avuto un intento punitivo, ovvero di cancellare il nome Iudaea in quanto politicamente sgradito a causa delle rivolte precedenti, benché questa teoria sia contestata da alcuni storici. Precedentemente i romani si riferivano al territorio con i nomi delle due entità politiche ivi presenti, cioè la provincia di Giudea - che occupava un'area meridionale - e la Galilea, un regno vassallo del nord. Si tratta di nomi di derivazione ebraica, riportati anche nella Bibbia e ricollegabili ai due antichi regni israeliti presenti sui territori, cioè rispettivamente i regni di Israele e di Giuda. La Bibbia racconta anche di un più antico e originario Regno Unito di Israele, la cui reale storicità è però oggi oggetto di dibattito in ambito archeologico.

Il Vicino Oriente antico nel IX secolo a.C.: in rosso i territori abitati dai Filistei.

Il nome greco Palaistine è considerato da alcuni una traduzione del nome ebraico biblico Peleshet (פלשת Pəlésheth, talvolta traslitterato come Philistia, o tradotto come Filistea), riferito alla terra dei Filistei (Pelishtim). Con le sue varianti Peleshet compare circa 250 volte nel testo masoretico, 10 volte nella Torah, mentre le attestazioni rimanenti sono soprattutto nel Libro dei Giudici e nei Libri di Samuele. La derivazione del nome greco Palaistine dalla terra dei Filistei è confermata da Giuseppe Flavio, anche se, come si è detto, il nome era usato già da greci e romani per riferirsi a un'area più ampia rispetto a quella anticamente abitata dai Filistei. La traduzione della Bibbia ebraica in greco detta Bibbia dei Settanta non traduce Peleshet con Palaistine, ma usa una traslitterazione (Pelishtim viene traslitterato in Phylistiim e Peleshet viene reso con Ge ton Phylistiim, ovvero "terra dei Phylistiim").
L'archeologia moderna ha identificato 12 antiche iscrizioni egiziane ed assire con nomi dal suono simile, che gli studiosi hanno collegato al popolo dei Filistei. Il termine Peleset (traslitterato dai geroglifici come P-r-s-t) è stato trovato in cinque iscrizioni egiziane datate a partire dal 1150 a.C. circa, relative a un popolo o territorio vicino all'Egitto. Sette iscrizioni assire, risalenti al periodo dall'800 a.C. circa fino a più di un secolo più tardi, si riferiscono alla regione come Palashtu o Pilistu.
La Bibbia indica la Palestina con diversi nomi, e riporta una presenza contemporanea di più stati sul suo territorio. Oltre al toponimo Filistea, che però si riferisce solo alla regione costiera e meridionale cioè quella abitata dai Filistei, e al termine Eretz Yisrael ("Terra di Israele"), talvolta Eretz Ha-Ivrim ("Terra degli ebrei") riferita alla parte di territorio popolata dagli Israeliti, e alle locuzioni poetico-religiose "Terra in cui scorre latte e miele" e "Terra Promessa", tutto il territorio a occidente del fiume Giordano in generale viene anche indicato come "Terra di Canaan", in quanto precedentemente abitato dai Canaaniti (o Cananei). Nella mitologia biblica i Cananei sono i discendenti di Canaan figlio di Cam. Secondo la Bibbia questa popolazione sarebbe stata sopraffatta o colonizzata più o meno nello stesso periodo dagli Ebrei o Israeliti. Quest'ultimo popolo - il cui nome Ebrei significa 'discendenti di Abramo' - sarebbe stata, sempre secondo il racconto biblico, una popolazione originaria della Mesopotamia, descritta come un clan familiare o tribale, cui la propria divinità Yahveh avrebbe promesso appunto la terra di Canaan.

## Storia

### Le prime civiltà
La Palestina nel Tardo Bronzo (1550-1180 a.C. circa) vede la regione per lungo tempo in mano all'Egitto (all'incirca dal 1460 al 1170 a.C. circa). Nella Bibbia, il termine di questa fase potrebbe corrispondere all'incirca con l'inizio della narrazione dell'uscita dall'Egitto, un racconto mitizzante che riferisce forse un processo politico di formazione di entità tribali autonome dal regno egiziano, ed è seguito dal racconto delle conquiste di Giosuè. Questi eventi sarebbero coevi alla formazione del Giudaismo. È da tenere presente che la raccolta di testi biblici non è cronologicamente coerente nel collocare il presunto periodo di schiavitù degli ebrei (o Israeliti) in Egitto, peraltro non vi sono riscontri archeologici di israeliti databili anteriormente all'undicesimo secolo a.C.

### Le civiltà dell'età del ferro
La Palestina nella prima età del ferro vede il costituirsi di popolazioni varie sul suo territorio, tra cui principalmente una popolazione cananea - da alcuni studiosi definita proto-israelitica - che avrebbe gradualmente popolato la parti interne e centrali della regione. Secondo il racconto biblico gli Israeliti sarebbero stati un gruppo alloctono originario dalla Mesopotamia, e avrebbero invaso e conquistato il territorio cananeo in un processo descritto come violento, poiché vi si narrano atti di sterminio compiuti contro la popolazione cananea da parte degli Israeliti in alcune località. In realtà non vi sono riscontri storici di una conquista violenta del territorio. L'ipotizzato ingresso di tribù provenienti dalla Mesopotamia in tali territori potrebbe aver dato luogo ad assimilazione o essere stata di dimensioni molto limitate. La Bibbia riferisce della presenza delle principali popolazioni cananee indicandoli come "popoli delle pianure", descrivendo queste come più avanzate, economicamente e militarmente più forti degli israeliti, e pertanto non conquistabili (gli israeliti sono quindi identificati come tribù insediate nei territori più marginali di collina). Le città della pianura praticavano l'agricoltura e la metallurgia del ferro, tecnologia di cui gli israeliti non disponevano. Vi erano altre popolazioni, come i Filistei, che continuarono a occupare i propri territori: in particolare la zona costiera e sud-occidentale, comprese le città di Gaza e Ashkelon, e il loro retroterra, rimase stabilmente in mano ai Filistei. Così come la fascia costiera settentrionale compresa la città di Haifa, rimase sempre stabilmente appartenente alla civiltà fenicia. La differenziazione tra gli antichi popoli del territorio palestinese è tuttora oggetto di studi archeologici e storico-etnografici.

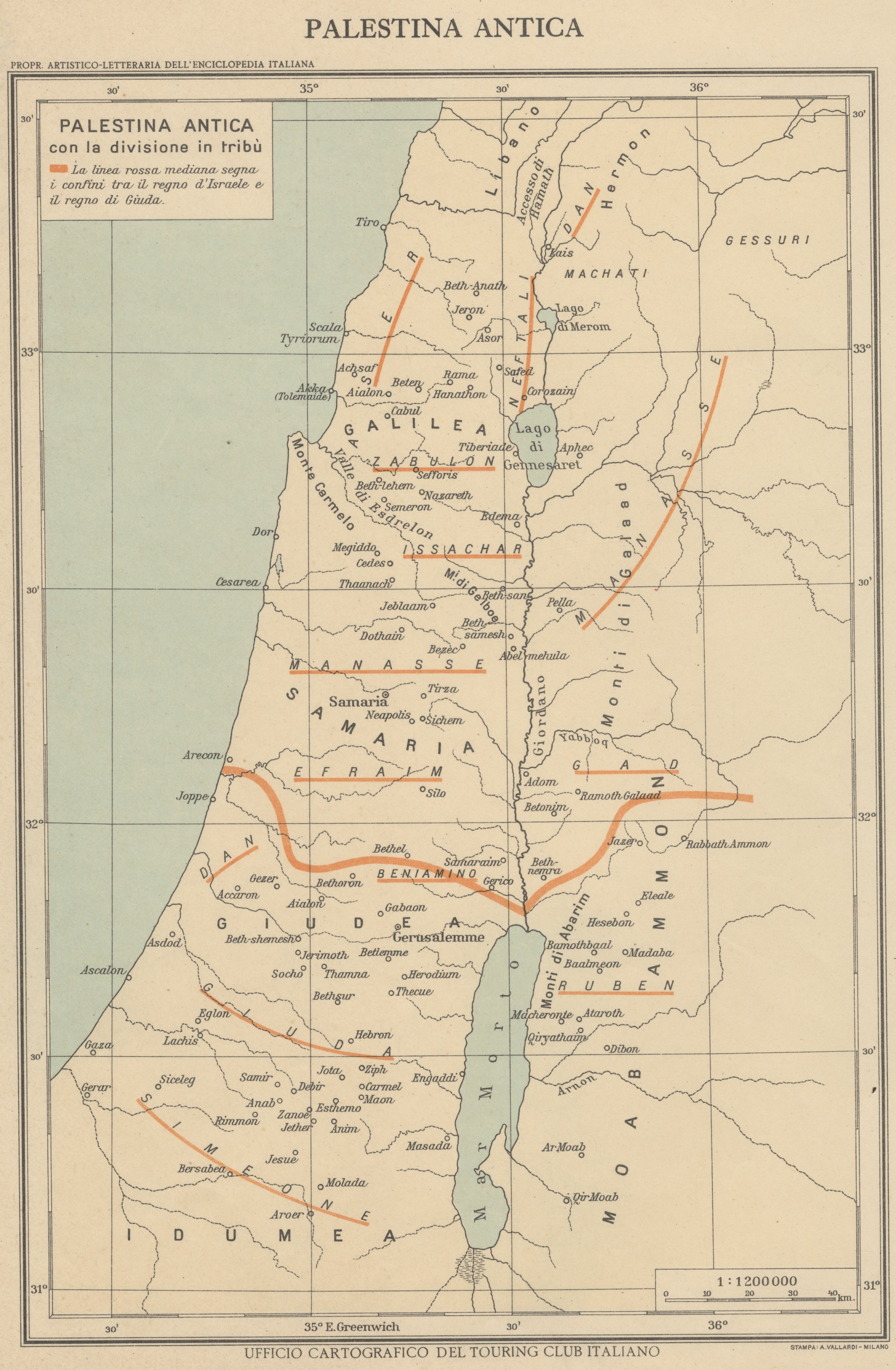
Mappa dell'antica Palestina con la divisione in tribù e il Regno di Giuda a sud e il Regno di Israele a nord.

Con l'avvento dei regni israeliti, e con il successivo sviluppo della cultura religiosa detta giudaismo, le aree precedentemente appartenenti alla civiltà cananea vennero riferite nei testi religiosi come Terra di Israele. La storia del territorio a questo punto viene narrata dal testo Biblico come coincidente con la storia del popolo d'Israele, con l'eccezione delle aree meridionali filistee e dell'area costiera e settentrionale fenicia. Oltre al presunto Regno di Israele unito narrato dalla Bibbia, considerato oggi come una entità mitologica più che storica, i regni israeliti presenti sul territorio furono due: il regno di Giuda e quello di Israele. Il primo, il più meridionale, fu sottomesso almeno per un periodo da parte dell'impero dei Babilonesi. Quello settentrionale (talvolta chiamato Samaria) fu conquistato successivamente dagli Assiri. La regione costiera, forse colonizzata in un'epoca intorno al 1000 a.C. dai Filistei o pheleset (la cui origine si suppone fosse indoeuropea) comprendeva almeno cinque città: Gaza, Ashdod, Ekron, Gat e Ashkelon, che non caddero mai sotto il controllo degli Israeliti. Di questo popolo gli Egizi danno per primi notizia come P-r/l-s-t (convenzionalmente Peleshet), uno dei Popoli del Mare che invasero l'Egitto durante il regno di Ramses III ma sulle cui origini ancora si dibatte.
Secondo il racconto biblico i Filistei in tempi molto antichi si sarebbero scontrati con gli Israeliti per un lungo periodo, avrebbero subito alcune sconfitte ma vinto alcune battaglie ai tempi del profeta Amos, e sarebbero stati in parte sottomessi da re David. Non vi sono però riscontri dell'esistenza di un originario regno israelita unificato, né dell'esistenza di un sovrano con le caratteristiche di re David, il cui regno deve quindi essere considerato una rivisitazione in chiave mitologica. Il regno israelitico narrato dai testi, secondo il racconto sarebbe riuscito a sottrarre l'entroterra al dominio filisteo, ma i filistei sarebbero comunque riusciti a mantenere le loro città e il dominio dell'area costiera, fino all'epoca della conquista assira. I Filistei scomparvero come nazione e non sono più citati dai tempi delle invasioni degli Assiri, verosimilmente poiché la loro lingua si era assimilata a quelle cananee prima e all'aramaico poi.

### Le dominazioni degli imperi
Gli antichi regni israeliti furono autonomi per un periodo relativamente breve. Il territorio della Palestina in seguito venne sottoposto al dominio assiro, neo-babilonese, persiano, ellenistico e romano. Le conquiste interessarono anche i regni israeliti. Lo Stato meridionale, il Regno di Giuda - chiamato abitualmente Giudea - continuò a esistere a più riprese per alcuni periodi come Stato formalmente indipendente. Dopo la conquista della Giudea da parte dell'Impero seleucide, vi fu un periodo di assimilazione sotto questo impero, fino a quando comparvero spinte secessioniste e vi fu una rivolta della popolazione contro la campagna di repressione religiosa esercitata dei Seleucidi, rivolta capeggiata dalla famiglia dei Maccabei, che portò alla formazione di un piccolo stato indipendente. I Romani, intenzionati a sottrarre all'impero seleucide i territori di proprio interesse strategico, favorirono lo stato dei Maccabei. Il piccolo stato creatosi con la rivolta continuò ad espandersi sotto una successione di sovrani, prendendo il nome di regno Asmoneo (o dinastia Asmonea). I Romani intorno al 130 a.C. intervennero direttamente nel territorio, proprio su richiesta della tribù regnante dei Maccabei, e lo stesso patriarca Giuda Maccabeo ottenne la cittadinanza onoraria di Roma e un seggio nel Senato Romano.

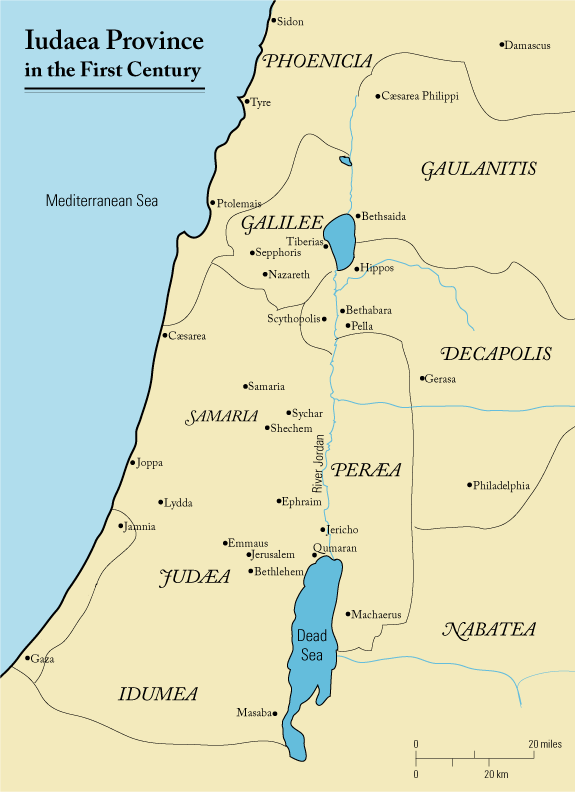
La provincia romana di Giudea e la tetrarchia di Galilea e Perea tra il 6 e il 34 d.C.

Sotto la dinastia Asmonea il Regno di Giuda divenne pian piano un vassallo de facto  della Repubblica Romana. Vari territori furono frazionati; alcuni passarono sotto amministrazione romana diretta, e tra questi la Giudea. La complessa organizzazione amministrativa del territorio comprendente la provincia romana di Giudea (Iudaea) riflette una certa turbolenza politica, per lo più dovuta a conflitti religiosi tra Ebrei e Romani. La popolazione israelita tentò di ribellarsi al potere romano con insurrezioni o sedizioni locali, come quella di Giuda il Galileo nel 6 d.C. Il conflitto riprese su grande scala solo nella seconda metà del I secolo d.C.: la prima guerra giudaica iniziò nel 70, interessò il sud della provincia romana e portò alla distruzione del Tempio di Gerusalemme. La presa della fortezza di Masada narrata da Giuseppe Flavio risale a questo conflitto.

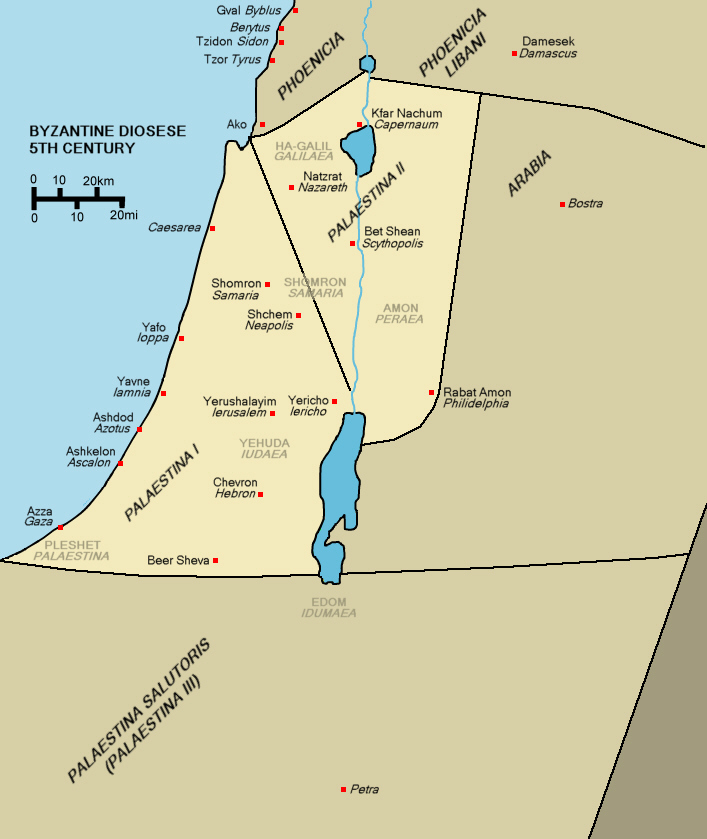
Le province bizantine di Palestina Prima, Palestina Secunda e Palestina Salutaris nel V secolo d.C.

La terza guerra giudaica (132-134 d.C.) fu scatenata dalla decisione di Adriano di cambiare il nome della capitale in Aelia Capitolina e inquadrare del tutto la provincia tra le istituzioni dell'Impero. Essa terminò con la vittoria dell'esercito romano contro il pretendente al trono Simon Bar Kokheba, a costo di pesanti perdite per i romani.
La guerra provocò la morte di una parte consistente della popolazione ebraica del territorio. Adriano decise nel 135, al termine del conflitto, per stornare il pericolo di future rivolte, di emettere la disposizione drastica che proibiva agli Ebrei di risiedere nella città sacra di Gerusalemme, il centro religioso del Giudaismo, pur permettendo loro di continuare a risiedere nel territorio circostante la capitale.
Le comunità ebraiche che vivevano lontane dalla Terra di Israele, note come Diaspora, erano comunque già molto consistenti più di un secolo prima dell'epoca di Adriano, costituendo la maggior parte della popolazione degli ebrei, tanto che già la seconda guerra giudaica, tra il 115 e il 117 d.C., aveva avuto come teatro principale proprio le comunità della diaspora, in particolare in Cirenaica, Egitto, Cipro e Mesopotamia.

### Configurazioni successive alla terza guerra giudaica

I distretti arabi di Filastin e al-Urdunn nel IX secolo d.C.

Le autorità romane dopo la terza guerra cambiarono il nome della Provincia Iudaea in Syria Palaestina (più tardi abbreviato in Palaestina). Alla fine del quarto secolo, l'impero romano d'Oriente divise la regione della Palestina in tre province: Palaestina Prima, con capitale Cesarea, Palaestina Secunda, con capitale Scitopoli, e Palaestina Salutaris, con capitale Petra.
Queste province furono conquistate dai califfi arabi nel VII secolo, nell'ambito della conquista islamica della Siria, nella quale fu decisiva la battaglia dello Yarmuk nel 636 e infine l'assedio di Gerusalemme del 637. Il califfo ʿUmar divise la Palestina in due distretti amministrativi (Jund) simili alle province romane e bizantine: Filasṭīn ("Palestina", grosso modo corrispondente alla Palaestina Prima bizantina), con capitale Lidda e poi Ramla, e al-Urdunn ("Giordania", grosso modo corrispondente alla Palaestina Secunda bizantina), comprendente la Galilea e Acri.

### La Prima guerra mondiale e la dichiarazione di Balfour
La Palestina, conquistata dai turchi ottomani con la guerra guerra turco-mamelucca del 1516-1517, rimase sotto il dominio dell'impero ottomano per circa 400 anni, fino a quando essi la persero alla fine della prima guerra mondiale a favore del Regno Unito. La spartizione dei possedimenti dell'Impero ottomano nella regione tra Regno Unito e Francia al termine della guerra, era stata già decisa nel 1916 con l'Accordo Sykes-Picot (inizialmente segreto).
Per l'area della Palestina l'accordo prevedeva:
(Accordo Sykes-Picot)

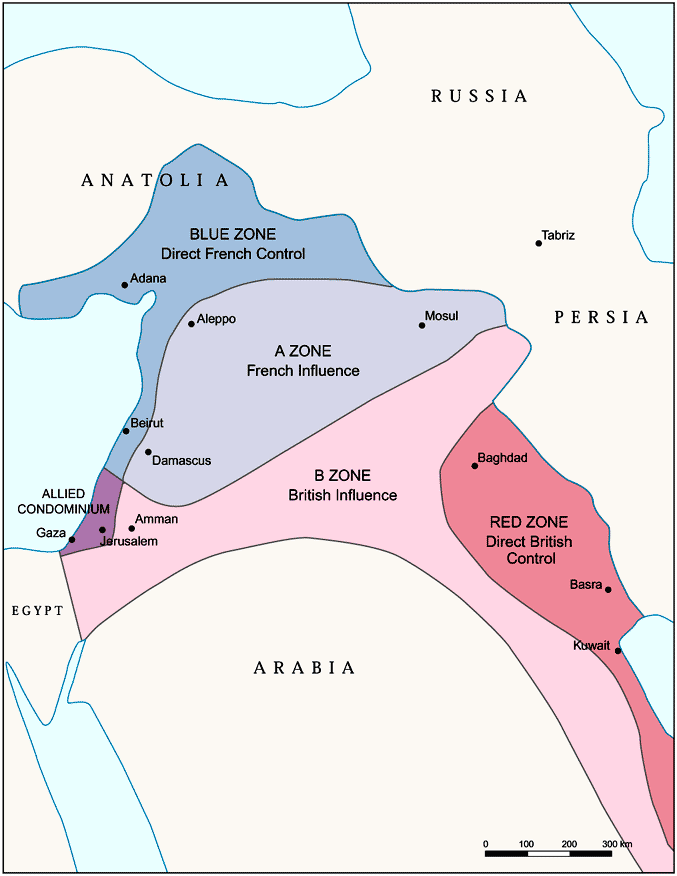
Zone di influenza francese e britannica stabilite dall'accordo Sykes-Picot

Le autorità britanniche espressero con la dichiarazione Balfour del 1917 l'intenzione di creare in Palestina, un focolare nazionale ("national home") che potesse dare asilo non soltanto ai pochi ebrei di Palestina che già vi abitavano da secoli, ma anche agli ebrei dispersi nelle altre nazioni. La questione fu comunque molto combattuta, da cui la scelta del termine ambiguo "national home" che non richiamava direttamente alla costituzione di uno Stato e l'esplicito riferimento ai "diritti civili e religiosi delle comunità non ebraiche della Palestina" che non dovevano essere danneggiati. Nel censimento del 1922, a 5 anni dalla dichiarazione e dall'inizio dell'ondata migratoria che ne era conseguita, la popolazione ebraica era di 83 790 unità su un totale di 752 048 persone, pari all'11,14% della popolazione totale, di poco superiore come dimensioni alla comunità cristiana di 71 464 unità, e inferiore alla comunità di nomadi beduini di circa 103 331 persone (il cui stile di vita nomade e dedicato alla pastorizia causò alcuni attriti con i coloni ebrei per l'uso dei terreni, soprattutto nella valle del fiume Giordano).
I have much pleasure in conveying to you, on behalf of His Majesty's Government, the following declaration of sympathy with Jewish Zionist aspirations which has been submitted to, and approved by, the Cabinet.

"His Majesty's Government view with favour the establishment in Palestine of a national home for the Jewish people, and will use their best endeavours to facilitate the achievement of this object, it being clearly understood that nothing shall be done which may prejudice the civil and religious rights of existing non-Jewish communities in Palestine, or the rights and political status enjoyed by Jews in any other country."

I should be grateful if you would bring this declaration to the knowledge of the Zionist Federation.

È mio piacere fornirle, in nome del governo di Sua Maestà, la seguente dichiarazione di comprensione per le aspirazioni dell'ebraismo sionista che sono state presentate, e approvate, dal governo.

"Il governo di Sua Maestà vede con favore la costituzione in Palestina di un focolare nazionale per il popolo ebraico, e si adoprerà per facilitare il raggiungimento di questo scopo, essendo chiaro che nulla deve essere fatto che pregiudichi i diritti civili e religiosi delle comunità non ebraiche della Palestina, né i diritti e lo status politico degli ebrei nelle altre nazioni"

Le sarò grato se vorrà portare questa dichiarazione a conoscenza della federazione sionista.

Con sinceri saluti Arthur James Balfour»
(Dichiarazione Balfour (1917))
I britannici avevano tuttavia promesso nel 1915 l'indipendenza agli arabi (tramite accordi tra Sir Henry McMahon, in nome del governatore britannico, e lo sharīf della Mecca, Ḥusayn ibn ʿAlī) come paese indipendente o come parte di una grande nazione araba, per l'aiuto prestato con la Rivolta Araba nella lotta contro l'Impero turco ottomano e questo fece sì che il sostegno britannico alle richieste del movimento sionista si scontrasse ben presto sia con i progetti degli altri Stati arabi, sia con l'opposizione della maggioranza araba palestinese alla formazione di uno Stato non islamico in Palestina.

### L'istituzione del Mandato britannico

Area della Palestina mandataria

Nel luglio 1922, la Società delle Nazioni affidò ufficialmente al Regno Unito il Mandato britannico della Palestina, un "mandato di classe A" che comprendeva i territori della Palestina e della Transgiordania. La Società delle Nazioni riconosceva gli impegni presi da Balfour, pur rimarcando che questo non doveva essere effettuato a discapito dei diritti civili e religiosi della popolazione non ebraica preesistente. Per permettere l'adempimento degli impegni presi la Società delle Nazioni riteneva necessario istituire un'agenzia che coordinasse l'immigrazione ebraica e collaborasse con le autorità britanniche per istituire norme atte a facilitare la creazione di questo focolare nazionale (National Home), come per esempio la possibilità per gli immigrati ebrei di ottenere facilmente la cittadinanza palestinese; l'organizzazione Sionista veniva ritenuta la più adatta per questo compito. Oltre a questo il Mandatario doveva predisporre il territorio allo sviluppo di un futuro governo autonomo.
Nel 1922, il Regno Unito separò l'amministrazione della Transgiordania da quella della Palestina, limitando l'immigrazione ebraica alla Palestina ad ovest del Giordano, tra le proteste di una parte dei sionisti, in particolare i cosiddetti revisionisti, che avrebbero voluto una patria su entrambe le rive del Giordano.
I territori a est del fiume Giordano (quasi il 73% dell'intera area del Mandato) furono organizzati dai britannici in uno stato semi-autonomo avente come re ʿAbd Allāh. Questo territorio divenne la Transgiordania, con una maggioranza di popolazione araba, in gran parte musulmana (nel 1920 circa il 90% della popolazione, stimata in un totale di circa 4 000 000 di abitanti), mentre l'area a ovest del Giordano venne gestita direttamente dal Regno Unito.
Con il libro bianco del 1922 i britannici rassicurarono la popolazione araba sul fatto che la Jewish National Home in Palestine promessa nel 1917 non era da intendersi come una nazione ebraica in Palestina, e che la commissione Sionista della Palestina non aveva alcun titolo per amministrare il territorio, rimarcando però al contempo l'importanza della comunità ebraica presente e la necessità di una sua ulteriore espansione e di un suo riconoscimento internazionale:
(British White Paper of June 1922)

### Le rivolte anti-inglesi
I successivi 25 anni (1922-1947), che videro un massiccio aumento della popolazione ebraica (passata dai poco più di 80 000 abitanti agli inizi degli anni 20 ai circa 610 000 del 1947) tramite l'immigrazione prima legale e poi (dopo il 1939 e le limitazioni imposte dal libro bianco) illegale, furono comunque caratterizzati da episodi di violenza e di reciproca intolleranza, che sfociarono in diverse rivolte generalizzate nel 1920, nel 1929 e nel triennio 1936-39.

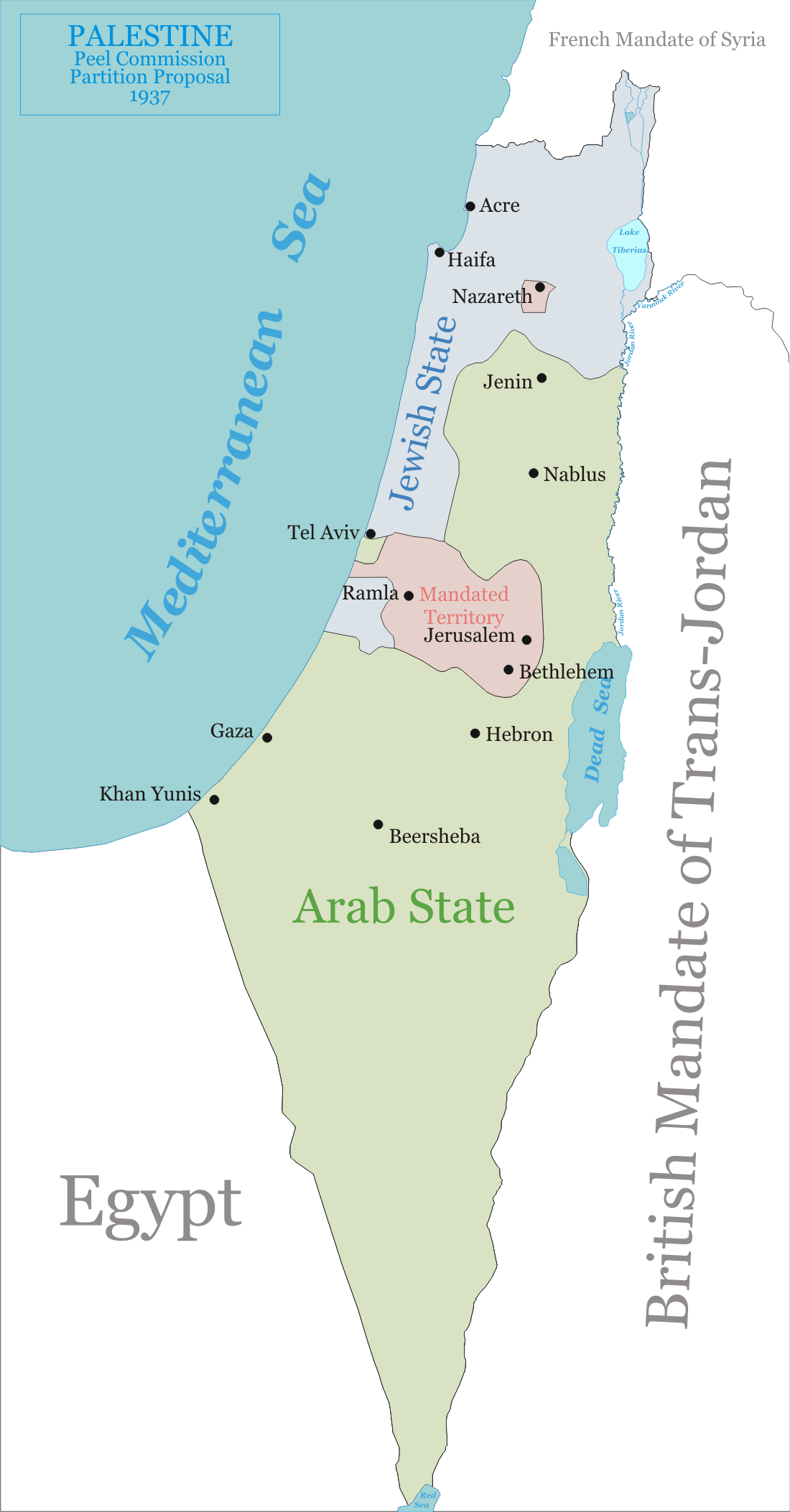
Il piano di spartizione suggerito dalla commissione Peel nel 1937. Secondo il rapporto della commissione c'erano 225000 arabi nel territorio del possibile stato ebraico e 1250 ebrei in quello del possibile stato arabo.

Alcuni tentativi di suddivisione del mandato in due Stati distinti, a seguito della proposta della commissione Peel nel 1937 che suggeriva anche di trasferire la popolazione in modo da creare uno stato ebraico abitato solo da ebrei e uno stato arabo abitato solo da arabi, creando sistemi di irrigazione e distribuzione idrica in quest'ultimo, che altrimenti non sarebbe stato in grado di reggere l'aumento di popolazione di circa 225 000 arabi che sarebbe stato necessario trasferirvi, della Commissione Woodhead del 1938 e della Conferenza di St. James del 1939, fallirono perché respinti da parte araba.
Nel 1939 i britannici, alla fine di 3 anni di guerra civile, nell'impossibilità di creare due stati indipendenti e con continui attentati, sia da parte di gruppi terroristici ebraici contro i suoi soldati e contro la popolazione civile, sia da parte araba contro i coloni ebrei, produssero il libro bianco del 1939, con cui si metteva un freno all'immigrazione ebraica (un massimo di 75 000 coloni nei successivi 5 anni, a patto che fosse possibile assorbirli nel tessuto sociale ed economico palestinese) secondo quanto già raccomandato dal Rapporto Shaw del 1929 e dalla Commissione Hope Simpson del 1930; queste ultime avevano individuato nella massiccia immigrazione ebraica, nelle politiche di assegnazione delle terre ai coloni e nella conseguente crescita della disoccupazione tra la popolazione araba preesistente, alcuni dei principali motivi di instabilità sociale della Palestina. Nel Libro Bianco veniva anche evidenziato che gli atti ostili dei gruppi armati arabi contro i coloni ebrei, comunque da condannare, e in generale l'ostilità generale della popolazione araba verso quella ebraica, trovavano spiegazione nel timore di ritrovarsi con il tempo a essere etnia di minoranza in una nazione ebraica. Oltre a questo il Regno Unito decise di porre fine al suo mandato nel 1949 e di istituire per quella data un unico stato multietnico, oltre ad affermare che considerava conclusi gli impegni presi con la dichiarazione di Balfour, ritenendo che i circa 300 000 immigrati ebraici (i quali avevano portato la popolazione a essere quasi un terzo del totale) e le capacità mostrate da questi nello sviluppo della loro comunità fosse comunque da considerarsi un vanto per il popolo ebraico. Relativamente alle aspirazioni nazionali dei coloni, il Libro Bianco richiamava il fatto che già nel precedente testo del 1922 si era esplicitamente esclusa la possibilità di una "nazione ebraica" sul territorio della Palestina. D'altro canto esso definiva altresì la promessa della creazione di una nazione araba, che sarebbe derivata da comunicazione epistolari svoltesi nel 1915 tra Sir Henry McMahon (in nome del governatore britannico) e lo sceicco della Mecca, come frutto di un fraintendimento tra le parti, soprattutto per quello che riguardava la zona in cui questa nazione sarebbe sorta, che doveva escludere i territori a ovest del Giordano:
(The White Paper, Section 1 – The Constitution)
Una lettera datata 24 ottobre 1915 è a proposito cruciale. In essa si diceva che:
Con le modifiche suddette, e senza pregiudizio dei nostri precedenti trattati con capi arabi, accettiamo detti confini.»
(E. Rossi, Documenti sull'origine e gli sviluppi della Questione Araba (1875-1944), Roma, Istituto per l'Oriente, 1944, p. 27.)
Nel documento appare chiaro che la Palestina è una regione ormai abitata da due popolazioni distinte. Parlando della proposta di un unico stato palestinese, il testo afferma:
(The White Paper, Section 1 – The Constitution)

### La Seconda guerra mondiale
Con la seconda guerra mondiale i gruppi ebraici si schierarono con gli Alleati, mentre al contrario molti gruppi arabi guardarono con interesse l'Asse, nella speranza che una sua vittoria servisse a liberarli dalla presenza britannica. 
Tra questi il Gran mufti di Gerusalemme Amin al-Husseini, che facilitò il reclutamento di musulmani nelle formazioni delle Waffen-SS ed in quelle del Regio Esercito.
La Germania cercò anche di finanziare e armare alcuni gruppi palestinesi con lo scopo di colpire obiettivi ebraici.
La situazione di temporanea alleanza contro l'Asse non diminuì però l'opposizione dei gruppi ebraici contro il libro bianco e contro le limitazioni all'immigrazione che introduceva: David Ben-Gurion (futuro presidente dell'Agenzia ebraica e futuro Primo ministro di Israele), relativamente alla collaborazione tra l'Haganah ed i soldati britannici nelle operazioni contro le forze naziste, dichiarò comunque che:
(Dichiarazioni di David Ben-Gurion)
Il gruppo dell'Irgun, molto più attivo dell'Haganah per quello che riguarda la lotta contro i britannici, dichiarò una tregua (che restò in vigore dal 1940 al 1943) e arruolò molti dei suoi componenti nell'esercito britannico e nella Brigata Ebraica. A causa di questa tregua l'ala più estremista del movimento si staccò, dando vita al gruppo Lohamei Herut Israel (o Lehi, conosciuto anche come Banda Stern, dal nome di Avraham Stern, il suo fondatore), che negli anni seguenti concentrò le proprie azioni contro bersagli britannici e che tra il 1940 e il 1941 tentò per due volte, senza successo, di stringere accordi con le forze nazifasciste in chiave anti-britannica.

### Il piano di spartizione dell'ONU

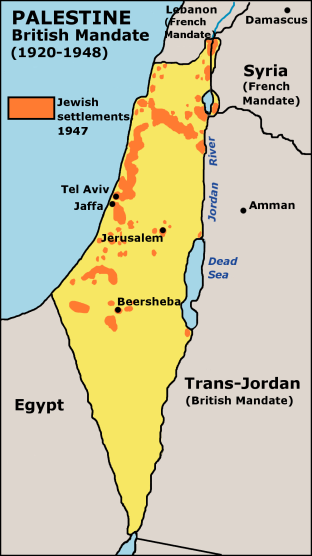
Distribuzione degli insediamenti ebraici in Palestina nel 1947

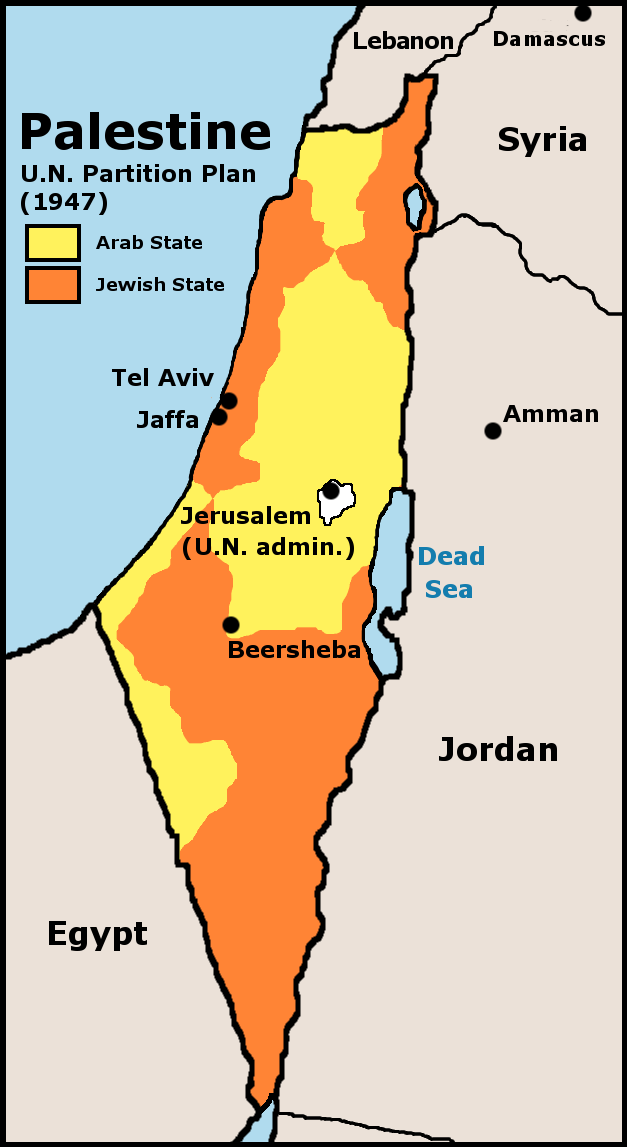
La spartizione del territorio secondo la risoluzione dell'ONU

Dopo la seconda guerra mondiale e i tragici fatti che colpirono la popolazione di origine o religione ebraica in molti paesi europei, le neonate Nazioni Unite si interrogarono sul destino della regione, che nel frattempo era sempre più instabile. Il problema chiave che l'ONU si pose in quel periodo fu se i rifugiati europei scampati alle persecuzioni naziste dovessero in qualche modo essere ricollegati alla situazione in Palestina. Nella sua relazione l'UNSCOP (United Nations Special Committee on Palestine, la commissione dell'ONU sulla questione, formata da Canada, Cecoslovacchia, Guatemala, Paesi Bassi, Perù, Svezia, Uruguay, India, Iran, Repubblica Socialista Federale di Jugoslavia, Australia) si pose il problema di come accontentare entrambe le fazioni, giungendo alla conclusione che era "manifestamente impossibile", ma che era anche "indifendibile", accettare di appoggiare solo una delle due posizioni. Sette di queste nazioni (Canada, Cecoslovacchia, Guatemala, Paesi Bassi, Perù, Svezia, Uruguay) votarono a favore di una soluzione con due Stati divisi e Gerusalemme sotto controllo internazionale (sulla falsariga del piano di spartizione proposto nel 1937 dalla Commissione Peel), tre (India, Iran, Repubblica Socialista Federale di Jugoslavia) per un unico Stato federale (sulla falsariga di quanto previsto dal Libro Bianco), e una si astenne (Australia).
L'UNSCOP raccomandò anche che il Regno Unito cessasse il prima possibile il suo controllo sulla zona, sia per cercare di ridurre gli scontri tra la popolazione di entrambe le etnie e le forze britanniche, sia per cercare di porre fine alle numerose azioni terroristiche portate avanti dai gruppi ebraici, che avevano raggiunto il loro massimo pochi mesi prima proprio contro il personale britannico, con l'attentato dell'Hotel "King David" di Gerusalemme e i suoi 91 morti.
Nel decidere su come spartire il territorio l'UNSCOP, partendo dai precedenti piani di spartizione britannici, considerò, per evitare possibili rappresaglie da parte della popolazione araba nei confronti degli insediamenti ebraici o delle minoranze ebraiche residenti nelle cittadine abitate da entrambe le etnie, la necessità di radunare sotto il futuro Stato ebraico tutte le zone dove i coloni erano presenti in numero significativo (seppur nella maggior parte dei casi etnia di minoranza), a cui veniva aggiunta la quasi totalità delle zone allora sotto la diretta gestione mandataria (per la maggior parte desertiche, come il deserto del Negev), in previsione di una massiccia immigrazione dall'Europa (l'UNSCOP valutava in 250 000 gli ebrei europei presenti in centri di accoglienza), per un totale del 56% del territorio assegnato al futuro Stato ebraico. Gerusalemme, anche in virtù della sua importanza per tutte e tre le religioni del Libro e per l'elevata presenza di luoghi di culto, sarebbe rimasta sotto controllo internazionale, mentre i territori circostanti, a maggioranza araba, che nella proposta di spartizione del 1937 rimanevano sotto il controllo mandatario, furono assegnati allo Stato arabo.
Nella sua relazione l'UNSCOP prendeva anche in considerazione la situazione economica dei futuri due Stati (United Nations Special Committee on Palestine, Recommendations to the General Assembly, A/364, 3 September 1947 - PART I. Plan of partition with economic union justification), consigliando di istituire una moneta comune e una rete di infrastrutture che si estendesse a tutta la Palestina indipendentemente dalle divisioni; oltre a questo si evidenziava che agli ebrei sarebbe stata assegnata la parte più sviluppata economicamente e che comprendeva quasi del tutto le zone di produzione degli agrumi, ma che in questa lavoravano molti produttori arabi e che con un sistema economico comune ai due Stati non era nell'interesse di quello ebraico far rimanere quello arabo in una condizione di povertà e di precarietà economica. Sempre per la parte economica l'UNSCOP prevedeva il possibile arrivo di aiuti internazionali per la costruzione di sistemi di irrigazione in entrambi gli stati.
La situazione della popolazione, secondo la visione proposta, diveniva quindi:
| Territorio                     | Popolazione araba | % Arabi | Popolazione ebraica | % Ebrei | Popolazione totale |
| ------------------------------ | ----------------- | ------- | ------------------- | ------- | ------------------ |
| Stato Arabo                    | 725 000           | 99%     | 10 000              | 1%      | 735 000            |
| Stato Ebraico                  | 407 000           | 45%     | 498 000             | 55%     | 905 000            |
| Zona Internazionale            | 105 000           | 51%     | 100 000             | 49%     | 205 000            |
| Totale                         | 1 237 000         | 67%     | 608 000             | 33%     | 1 845 000          |
| Fonte: Report of UNSCOP - 1947 |                   |         |                     |         |                    |

(oltre a questo era presente una popolazione Beduina di 90 000 persone nel territorio ebraico).

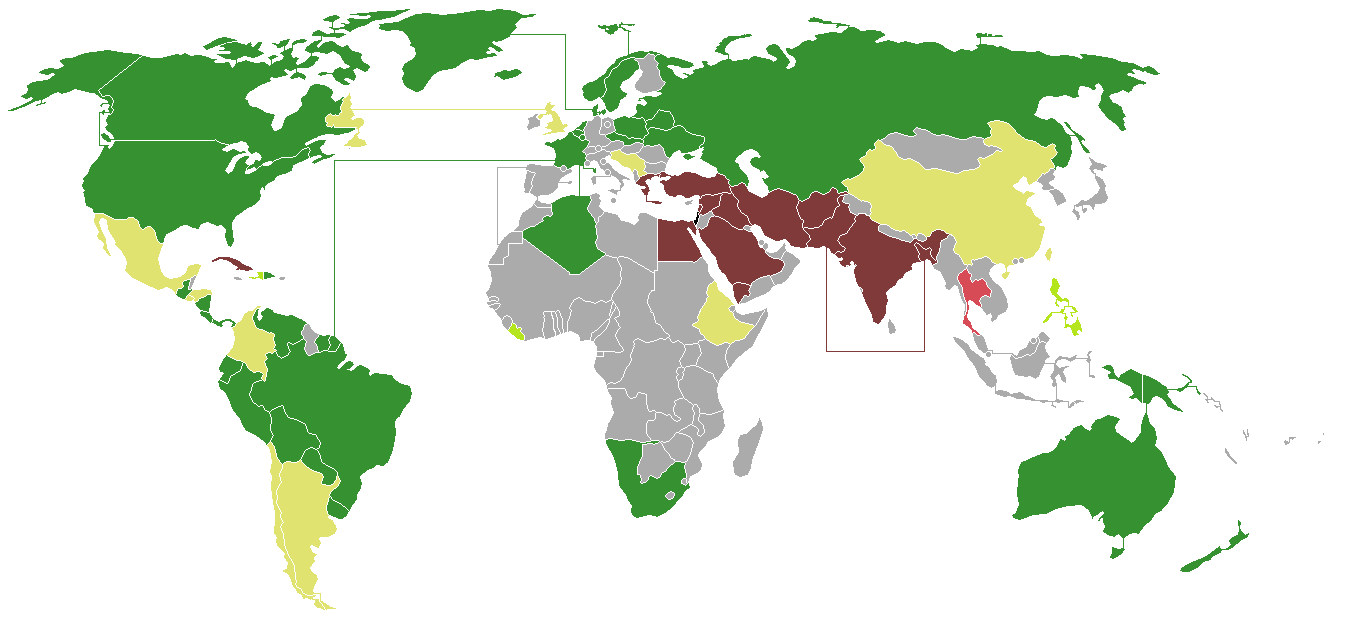
Voti favorevoli (verde scuro), contrari (marrone), astenuti (giallo) e assenti (rosso) alla risoluzione 181

Il 30 novembre le Nazioni Unite decisero (con la Risoluzione 181), con il voto favorevole di 33 nazioni, quello contrario di 13 (tra cui gli Stati arabi) e l'astensione di 10 nazioni (tra cui lo stesso Regno Unito, che rifiutò apertamente di seguire le raccomandazioni del piano, ritenendo, in base alle sue precedenti esperienze, che si sarebbe rivelato inaccettabile sia per gli ebrei sia per gli arabi), la spartizione della Palestina in due Stati, uno arabo e uno ebraico, il controllo dell'ONU su Gerusalemme e chiesero la fine del mandato britannico il prima possibile e comunque non oltre il 1º agosto 1948.
Le reazioni alla risoluzione dell'ONU furono diversificate: la maggior parte dei gruppi ebraici, come l'Agenzia ebraica, l'accettò, pur lamentando la non continuità territoriale tra le varie aree assegnate al loro stato. Gruppi più estremisti, come l'Irgun e la Banda Stern, la rifiutarono, essendo contrari alla presenza di uno Stato arabo in quella che era considerata "la Grande Israele" e al controllo internazionale di Gerusalemme.
Tra i gruppi arabi la proposta fu rifiutata, ma con posizioni diversificate: alcuni negavano totalmente la possibilità della creazione di uno Stato ebraico, altri erano possibilisti, ma criticavano la spartizione del territorio, sia perché i confini decisi per lo Stato arabo, avrebbero, secondo loro, limitato i contatti con le altre nazioni, e non avrebbe avuto sbocchi sul Mar Rosso e sul Mar di Galilea (quest'ultimo la principale risorsa idrica della zona), oltre al fatto che sarebbe stato assegnato loro solo un terzo della costa mediterranea; altri ancora erano contrari per via del fatto che a quella che era una minoranza ebraica (circa un terzo della popolazione totale della Palestina) e che possedeva nel 1947 meno del 10% del territorio sarebbe stata assegnata la maggioranza della Palestina.
Le nazioni arabe, contrarie alla suddivisione del territorio e alla creazione di uno stato ebraico, fecero ricorso alla Corte internazionale di giustizia, sostenendo la non competenza dell'Assemblea delle Nazioni Unite nel decidere la ripartizione di un territorio andando contro la volontà della maggioranza (araba) dei suoi residenti, ma il ricorso fu respinto.
Allo Stato ebraico sarebbe toccato dunque circa il 55% di quel 27% della terra originariamente affidata al Mandato britannico (originariamente comprendente anche il territorio della Giordania, ceduta agli arabi nel 1922), con una popolazione mista (55% di origine ebraica e 45% di origine araba), Gerusalemme sarebbe rimasta sotto il controllo internazionale, mentre il restante territorio (quasi del tutto abitato dalla preesistente popolazione araba) sarebbe stato assegnato allo Stato arabo.

### La prima guerra arabo-israeliana
La decisione delle Nazioni Unite fu seguita da un'ondata di violenze senza precedenti che fece precipitare nel caos la Palestina nel 1948, sia da parte dei gruppi militari e paramilitari sionisti (Haganah, Palmach, Irgun e Banda Stern, che avevano operato anche durante gli anni precedenti), sia da parte dei gruppi paramilitari arabi incoraggiati dalla propaganda bellicosa di segno contrario di leader politico-religiosi quali il Muftī di Gerusalemme Hajji Amīn al-Ḥusaynī. Oltre a questa situazione interna vi erano continue scaramucce ai confini, provocate dall'azione dalle forze militari delle vicine nazioni arabe, sia con i coloni sia con i militari britannici. La Lega Araba organizzò alcune milizie da introdurre in Palestina per attaccare obiettivi ebraici, a cui si aggiunsero gruppi di volontari palestinesi arabi locali: il gruppo maggiore fu l'Esercito Arabo di Liberazione, comandato dal nazionalista Fawzī al-Qawuqjī.
In gennaio e febbraio, forze irregolari arabe attaccarono comunità ebraiche nel nord della Palestina, ma senza conseguire sostanziali successi; in generale gli arabi concentrarono i loro sforzi nel tagliare le vie di comunicazione fra le città ebraiche e il loro circondario in aree a popolazione mista: alla fine di marzo tagliarono del tutto la vitale strada che univa Tel Aviv a Gerusalemme, dove viveva un sesto circa della popolazione ebraica palestinese.
Intanto i gruppi ebraici diedero il via al Piano Dalet (o Piano D), che ufficialmente prevedeva solo la difesa dei confini del futuro stato israeliano e la neutralizzazione delle basi dei possibili oppositori (anche eventualmente con la distruzione degli insediamenti arabi di difficile controllo), fossero questi interni al confine od oltre, ma che, secondo alcuni studiosi (principalmente filo-palestinesi, ma a partire dagli anni cinquanta e sessanta anche alcuni storici israeliani), fu tra le motivazioni che permisero ai gruppi più estremisti la realizzazione di veri e propri massacri senza essere fermati.
Fra il 30 novembre 1947 e il 1º febbraio 1948 furono uccisi 427 arabi, 381 ebrei e 46 britannici e furono feriti 1 035 arabi, 725 ebrei e 135 britannici e nel solo mese di marzo morirono 271 ebrei e 257 arabi.
Il 14 maggio 1948, contestualmente al ritiro degli ultimi soldati britannici alla vigilia della fine del mandato, il Consiglio Nazionale Sionista, riunito a Tel Aviv, dichiarò costituito nella terra di Israele lo Stato Ebraico, col nome di Medinat Israel. Uno dei primi atti del governo israeliano fu quello di abrogare le limitazioni all'immigrazione contenute nel Libro Bianco del 1939. Gli arabi palestinesi (che in generale si erano opposti alla soluzione con due stati proposta dalla Risoluzione ONU 181) non proclamarono il proprio stato e gli stati arabi cominciarono apertamente le ostilità contro Israele.
In un cablogramma ufficiale del Segretario Generale della Lega degli Stati Arabi al suo omologo dell'ONU del 15 maggio 1948, gli Stati arabi pubblicamente proclamarono il loro intento di creare uno "Stato unitario di Palestina" al posto dei due Stati, uno ebraico e l'altro arabo, previsti dal piano dell'ONU. Essi reclamarono che quest'ultimo non era valido perché a esso si opponeva la maggioranza degli arabi palestinesi, e confermarono che l'assenza di un'autorità legale rendeva necessario intervenire per proteggere le vite e le proprietà arabe.
Israele, gli USA e l'URSS definirono l'ingresso degli Stati arabi in Palestina un'aggressione illegittima, il Segretario Generale dell'ONU, Trygve Lie, lo descrisse come "la prima aggressione armata che il mondo abbia mai visto dalla fine della seconda guerra mondiale". La Cina sostenne con decisione le rivendicazioni arabe. Entrambe le parti accrebbero la loro forza umana nei mesi seguenti, ma il vantaggio d'Israele crebbe continuamente come risultato della mobilitazione progressiva della società israeliana, incrementata dall'afflusso di circa 10 300 immigranti ogni mese (alcuni dei quali veterani della recente Guerra Mondiale e quindi già addestrati all'uso delle armi e integrabili subito nell'esercito del neonato stato). Il 26 maggio 1948, le Forze di Difesa Israeliane (FDI) furono ufficialmente istituite e i gruppi armati dell'Haganah, il Palmach ed Etzel furono ufficialmente assorbiti dall'esercito del nuovo Stato ebraico.
L'ONU proclamò una tregua il 29 maggio ed essa entrò in vigore l'11 giugno con una durata di 28 giorni. Un embargo di armi fu dichiarato con l'intenzione che nessuna delle parti potesse trarre vantaggi dalla tregua. Il mediatore delle Nazioni Unite, lo svedese Folke Bernadotte, presentò un nuovo Piano di partizione che avrebbe assegnato la Galilea (la regione più settentrionale della Palestina) agli ebrei e il Negev (la regione più meridionale della Palestina) agli arabi, ma entrambe le parti contendenti respinsero il Piano.

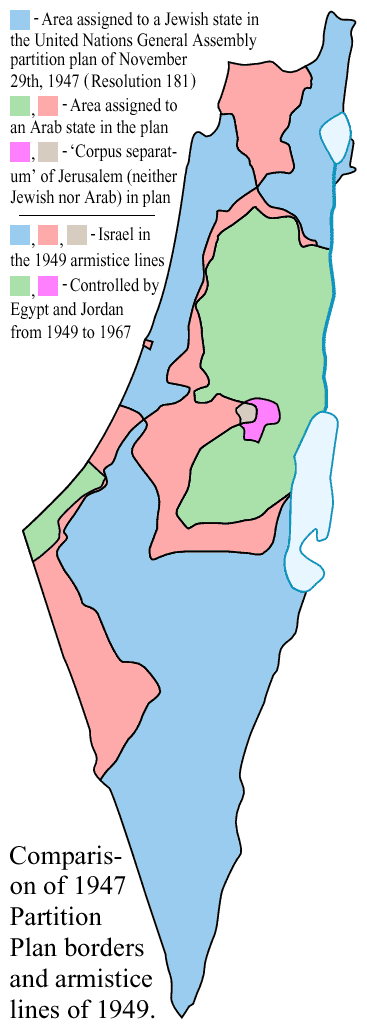
Confronto tra i confini decisi dalla partizione ONU del 1947 e l'armistizio del 1949

Il 18 luglio, grazie agli sforzi diplomatici condotti dall'ONU, entrò in vigore la seconda tregua del conflitto e il 16 settembre Folke Bernadotte propose una nuova partizione per la Palestina in base alla quale la Transgiordania avrebbe annesso le aree arabe, incluso il Negev, al-Ramla e Lydda. Vi sarebbe stato uno Stato ebraico nell'intera Galilea, l'internazionalizzazione di Gerusalemme e il ritorno alle proprie terre dei rifugiati, o il loro indennizzo. Anche questo piano fu respinto da entrambe le parti. Il giorno dopo, 17 settembre, Bernadotte fu assassinato dal gruppo ebraico della Banda Stern (Lehi) e venne sostituito dal suo vice, lo statunitense Ralph Bunche.
Nel 1949 Israele firmò armistizi separati con l'Egitto il 24 febbraio, col Libano il 23 marzo, con la Transgiordania il 3 aprile e con la Siria il 20 luglio. Israele fu in grado in generale di tracciare i suoi propri confini, che comprendevano il 78% della Palestina mandataria, circa il 50% in più di quanto le concedeva il Piano di partizione dell'ONU. Tali linee di cessate-il-fuoco divennero più tardi note come la "Green Line" (Linea Verde). La Striscia di Gaza e la Cisgiordania furono occupate rispettivamente da Egitto e Transgiordania.
Le Nazioni Unite stimarono che 711 000 palestinesi, metà della popolazione araba della Palestina dell'epoca, fuggirono, emigrarono o furono allontanati con la forza durante il conflitto e nelle violenze dei mesi precedenti. Alcuni hanno rivelato che numerosi palestinesi seguitarono a credere che gli eserciti arabi avrebbero prevalso e affermarono pertanto di voler tornare nelle loro terre d'origine, una volta vinta la guerra con il neonato stato israeliano.
I 10 000 ebrei che risiedevano nella zona della Palestina assegnata al territorio arabo furono costretti ad abbandonare i loro insediamenti (alcuni esistenti da ben prima della Dichiarazione di Balfur) e circa 758 000 - 866 000 ebrei che vivevano nei Paesi e nei territori arabi lasciarono o furono indotti a lasciare i loro luoghi natali, a causa dell'insorgere di sentimenti anti-ebraici; 600 000 di loro emigrarono in Israele, con altri 300 000 che cercarono rifugio in vari paesi occidentali, innanzi tutto la Francia.
Nel dicembre 1948 l'Assemblea Generale dell'ONU approvò (con voto contrario o astensione di molti paesi musulmani) la Risoluzione 194 che (tra le altre cose), riguardo ai profughi sia palestinesi sia ebrei della Palestina, dichiarava che doveva essere consentito il ritorno alle loro case ai profughi che volessero tornare in pace e che dovevano essere risarciti per la perdita della proprietà quelli che avessero scelto altrimenti:
(Risoluzione 194 dell'ONU, A/RES/194 (III) 11 dicembre 1948)
Dopo la vittoria, Israele approvò una legge che permetteva ai rifugiati palestinesi di ristabilirsi in Israele a condizione di firmare una dichiarazione di rinuncia alla violenza, giurare fedeltà allo Stato di Israele e diventare pacifici e produttivi cittadini. Nel corso dei decenni grazie a questa legge oltre 150 000 rifugiati palestinesi hanno potuto far ritorno in Israele come cittadini a pieno titolo. Tuttavia successivamente l'interpretazione della risoluzione che voleva il ritorno di tutti i rifugiati e il loro rimborso venne negata da Israele e dai sostenitori della presenza dello stato ebraico, specificando che la risoluzione usava "should" (una forma del verbo "dovere" meno rigida rispetto a "must") e che, visto lo Stato di guerra permanente, la "earliest practicable date" ("prima data possibile") in cui i rifugiati palestinesi possano voler tornare in patria per vivere in pace con i loro vicini non era ancora giunta. La risoluzione e il diritto di ritorno dei profughi fu però confermato più volte dall'ONU in diverse raccomandazioni e risoluzioni successive.

### La guerra dei sei giorni
La guerra ebbe inizio il 5 giugno 1967 e si annovera nella storia del conflitto arabo-israeliano come il terzo scontro militare, anche questo cominciato dagli arabi. Fu combattuta da Israele contro Egitto, Siria, e Giordania. L'Iraq, l'Arabia Saudita, il Kuwait e l'Algeria appoggiarono con truppe e armi la fazione dei paesi arabi. Il conflitto si risolse in pochi giorni (10 giugno) a favore di Israele che occupò i territori palestinesi; l'esito della guerra influenza ancora oggi la situazione geopolitica del vicino oriente.

### Storia recente

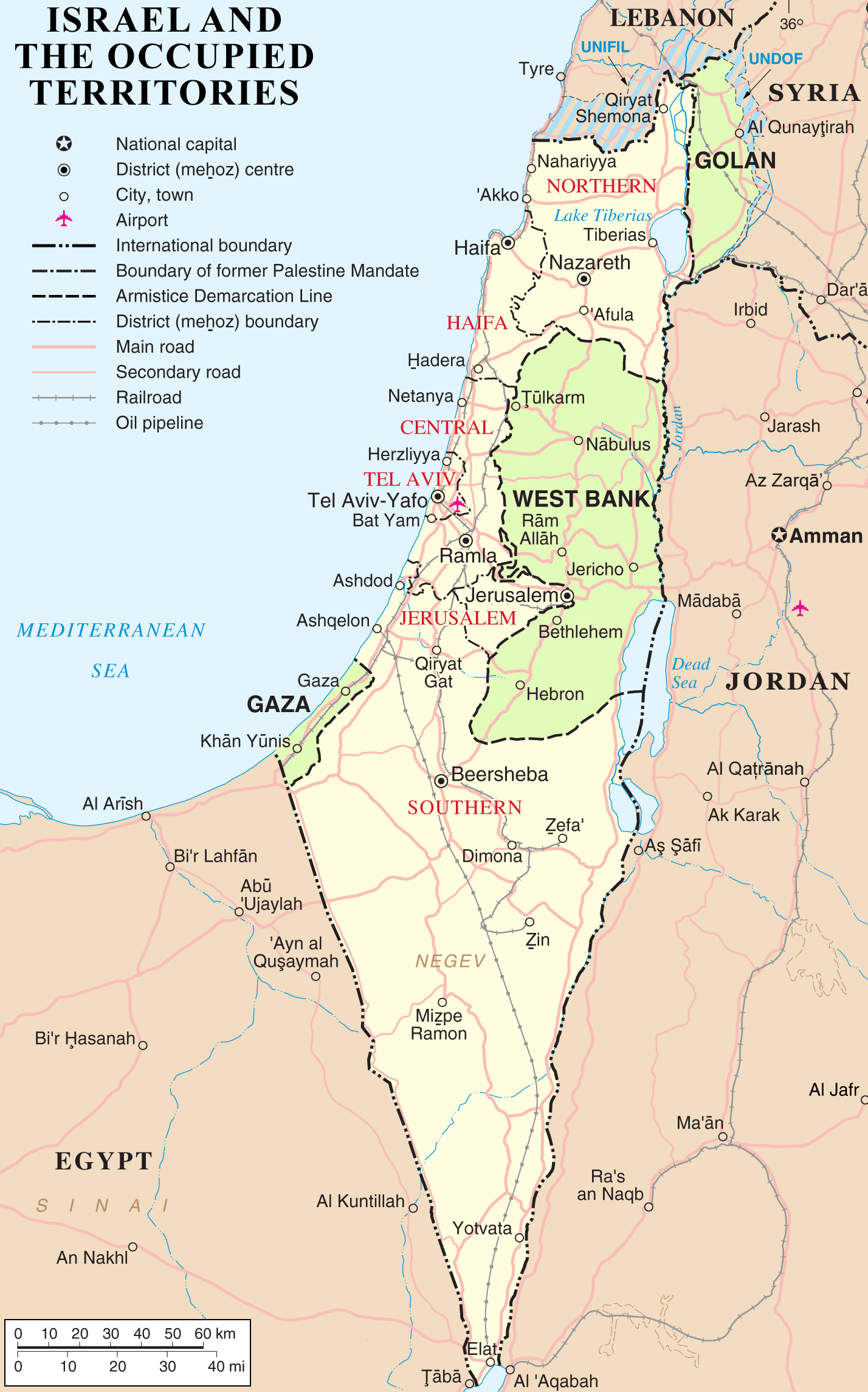
Mappa della Palestina, con la suddivisione del territorio, aggiornata alla situazione del 2004 (secondo fonti ONU)

L'Autorità Nazionale Palestinese, la cui presidenza è stata tenuta fino alla sua morte da Yasser Arafat, è sempre stata dichiaratamente favorevole alla nascita di uno Stato Palestinese arabo indipendente a fianco dello Stato di Israele.
Tali dichiarazioni sono state, tuttavia, più volte smentite dalle frange più estremiste e dalle pratiche ostili da esse attuate nei confronti dello stato di Israele. Tra queste organizzazioni, l'OLP, Fatah e altri gruppi estremisti hanno manifestato la volontà di una dissoluzione dello stato di Israele.
Un tale "Stato palestinese", secondo l'attuale politica araba e secondo il diritto internazionale, dovrebbe accogliere i numerosissimi profughi palestinesi causati dai vari conflitti arabo-israeliani (specialmente del 1948) e i loro discendenti, che i vari Stati arabi sconfitti hanno sempre rifiutato o avuto difficoltà di assorbire nel proprio territorio (con la sola eccezione della Giordania). Gli arabi ritengono i profughi vittime di una pulizia etnica perpetrata da Israele che avrebbe cacciato i legittimi proprietari dalle loro terre. Gli ebrei ritengono i governi arabi i soli veri responsabili della creazione del problema dei profughi. Su quest'ultimo punto nuovi materiali documentari, forniti dall'apertura degli archivi israeliani relativa agli anni quaranta, ha dato modo a una nutrita serie di Nuovi Storici israeliani e palestinesi di riaprire il discorso, mostrando la sensibile divaricazione esistente fra le dichiarazioni ufficiali in merito dalle autorità civili e militari israeliane e la dimensione reale del fenomeno e le sue cause.
I confini che dovrebbe avere questo Stato nascituro non sono condivisi: l'opinione più comune (inclusa anche nella risoluzione 2334 del Consiglio di sicurezza delle Nazioni Unite adottata il 23 dicembre 2016) è che Israele dovrebbe tornare all'interno dei suoi confini precedenti la guerra dei sei giorni del 1967, cioè  restituire ai Palestinesi le regioni di Giudea e Samaria, o Cisgiordania (West Bank) in cambio di un suo riconoscimento che ne garantisca la sicurezza (la cosiddetta Linea Verde). 
In assenza di un trattato di pace tra i belligeranti, la posizione israeliana è che le leggi internazionali permettono l'annessione della terra di un aggressore dopo un conflitto.  Israele offrì la restituzione delle terre acquisite sul campo in cambio di una pace formale. Un'offerta ribadita in occasione dell'Armistizio di Rodi e della Conferenza di Losanna del 1949. Al tempo leader arabi rifiutarono le terre (e quindi la creazione di uno stato palestinese arabo) perché ritenevano inaccettabile che alla minoranza ebraica fosse assegnata la maggioranza della Palestina.
Assai distanti sono i punti di vista riguardanti Gerusalemme Est.
Il 14 agosto 2005, nonostante la risoluzione ONU 242 non lo prevedesse, il governo israeliano ha annunciato di aver completato l'evacuazione della popolazione israeliana (militare e civile) dalla Striscia di Gaza e lo smantellamento delle colonie che vi erano state costruite. Tuttavia, dallo stesso agosto sono cominciati ininterrotti lanci di razzi di tipo Kassām da Ghaza verso l'insediamento israeliano di Sderot e altre località, che hanno proseguito in modo intermittente negli anni successivi.
Gli arabi palestinesi considerano come loro capitale al-Quds (lett. "la Santa"). L'attribuzione di questa città a Gerusalemme è controversa, anche fra gli studiosi dell'Islam, poiché Gerusalemme non viene mai menzionata nel Corano, anche se fin dal secondo decennio del calendario islamico, il racconto coranico narrante l'isrāʾ e il miʿrāj di Maometto viene creduto come avvenuto fra Mecca e Gerusalemme. La perdurante situazione di precarietà e di conflitto con lo Stato d'Israele, unitamente alla sostanziale assenza di un vero e proprio Stato palestinese, ha fatto della città di Rāmallāh la capitale virtuale, o tacitamente provvisoria, dell'amministrazione palestinese.
Il 31 ottobre 2011 la conferenza generale dell'UNESCO ha votato a favore dell'adesione della Palestina come membro a pieno titolo dell'organismo ONU che si occupa di educazione, scienza e cultura. La decisione è stata votata a maggioranza (serviva il benestare almeno dei due terzi dell'assemblea, composta sino a oggi da 193 membri): i consensi sono stati 107, i voti contrari 14. Tra le nazioni che hanno votato contro, oltre agli Stati Uniti, la Germania e il Canada. L'Italia e il Regno Unito si sono astenuti, mentre la Francia, la Cina e l'India hanno votato a favore, insieme alla quasi totalità dei Paesi arabi, africani e latino-americani.
Il 29 novembre 2012 l'ONU ha deliberato l'innalzamento dello status dell'autorità palestinese a Stato Osservatore.
Il 30 ottobre 2014 la Palestina ha ottenuto il primo riconoscimento internazionale come Stato: è stata la Svezia a concederlo, suscitando la reazione diplomatica di Israele, che ha richiamato l'ambasciatore dalla capitale svedese.
Il 30 dicembre 2014 il consiglio di sicurezza ONU, costituito da 15 Stati, ha rigettato la risoluzione per uno Stato palestinese, presentata il 17 dicembre 2014 dalla Giordania al Consiglio di Sicurezza delle Nazioni Unite. A votare contro la risoluzione USA e Australia; a favore Francia, Cina, Russia, Lussemburgo, Giordania, Ciad, Argentina, Cile.
Astenuti Regno Unito, Corea del Sud, Ruanda, Lituania, Nigeria. In totale 8 voti a favore, 5 astenuti e 2 contrari. Sarebbero serviti 9 voti a favore della risoluzione.
Nel maggio 2024 Spagna, Norvegia e Irlanda hanno riconosciuto lo Stato palestinese, dopo che la Santa Sede ha fatto da apripista in tal senso.

## Demografia

Andamento della popolazione della Palestina dal 1950 al 2020

La stima della popolazione palestinese del passato si basa principalmente su due metodologie: censimenti e testimonianze scritte del tempo oppure studi statistici basati sulla presenza e densità di insediamenti di una determinata zona ed epoca storica.

### Le prime popolazioni
Joseph Jacobs (che era stato presidente della Jewish Historical Society of England) nella Jewish Encyclopedia (redatta nel 1901-1906) sostiene che il Pentateuco contiene una serie di affermazioni relative al numero di ebrei che lasciarono l'Egitto e che i discendenti dei 70 figli e nipoti di Giacobbe, inclusi i Leviti, fossero 611 730 uomini sopra i 20 anni (abili alle armi). Tale cifra porterebbe il totale della popolazione a circa 3 154 000 abitanti. Il censimento effettuato da Re Davide (circa metà del X secolo a.C.) avrebbe registrato 1 300 000 uomini sopra i 20 anni, che porterebbe a 5 000 000 di abitanti la popolazione stimata. Il numero di esiliati che tornò da Babilonia sarebbero stati 42 360.
Publio Cornelio Tacito (55 d.C. – 117 d.C.) dichiara che Gerusalemme, nel periodo della sua sconfitta, avrebbe avuto una popolazione di 600 000 abitanti. Flavio Giuseppe (37 d.C. circa – 100 d.C. circa) dichiara che questi erano 1 100 000.
Secondo l'archeologo israeliano Magen Broshi ritiene che la popolazione palestinese nel periodo antico non abbia superato il milione di abitanti e che questa cifra sia simile a quella della popolazione all'inizio dell'Impero bizantino nel VI secolo, Studi effettuati da parte di Yigal Shiloh dell'Università Ebraica, partendo dagli studi di Broshi (ritenuti corretti), ipotizzano che durante l'età del ferro la popolazione fosse inferiore a quella dell'epoca romana e bizantina.
Lo scrittore israeliano Shmuel Katz, nel suo libro Battleground: Fact and Fantasy in Palestine (Shapolsky Pub, 1973) - in cui sostiene apertamente la tesi sionista relativa al fatto che non sarebbe mai esistita una popolazione araba sufficiente per nutrire aspirazioni nazionali, mentre gli ebrei avrebbero, seppur in minoranza, costantemente abitato il territorio - ritiene che al momento della distruzione del tempio di Gerusalemme la popolazione fosse compresa tra i 5 e i 7 milioni di abitanti (a seconda delle stime) e che, 6 decenni dopo, nel 132, secondo quando affermato da Cassio Dione Cocceiano, sarebbe stata stimabile in almeno 3 milioni di abitanti.
La seguente tabella mostra le stime relative alla popolazione palestinese nel I secolo (in base ai calcoli di Byatt, 1973).
| Autorità         | Ebrei             | Popolazione totale1 |
| ---------------- | ----------------- | ------------------- |
| Condor, C. R.    | -                 | 6 milioni           |
| Juster, J.       | 5 milioni         | >5 milioni          |
| Mazar, Benjamin  | -                 | >4 milioni          |
| Klausner, Joseph | 3 milioni         | 3,5 milioni         |
| Grant, Michael   | 3 milioni         | non fornita         |
| Baron, Salo W    | 2 - 2,5 milioni   | 2,5 - 3 milioni     |
| Socin, A         | -                 | 2,5 - 3 milioni     |
| Lowdermilk, W C  | -                 | 3 milioni           |
| Avi-Yonah, M     | -                 | 2,8 milioni         |
| Glueck, N.       | -                 | 2,5 milioni         |
| Beloch, K. J.    | 2 milioni         | non fornita         |
| Grant, F. C.     | -                 | 1,5 - 2,5 milioni   |
| Byatt, A         | -                 | 2,265 milioni       |
| Daniel-Rops, H.  | 1,5 milioni       | 2 milioni           |
| Derwacter, F. M. | 1 milione         | 1,5 milioni         |
| Pfeiffer, R. H.  | 1 milione         | non fornita         |
| Harnack, A.      | 500 000           | non fornita         |
| Jeremias, J.     | 500 000 − 600 000 | non fornita         |
| McCown, C. C.    | < 500 000         | < 1 milione         |

1. Non c'è accordo circa la popolazione della Palestina nel I secolo della nostra era; le stime oscillano fra 1 e 6 milioni di abitanti.

### La questione dell'immigrazione araba
La presenza o meno di immigrazione proveniente dai paesi arabi durante il periodo del Mandato britannico e dopo l'inizio dell'insediamento dei coloni ebraici è incerta ed è fonte di dibattito tra gli storici. La presenza o meno di questa immigrazione, oltre alla sua eventuale entità e durata, spesso sono impiegate per fini propagandistici.
Dal punto di vista della propaganda filo-israeliana la presenza di un'immigrazione di abitanti di origine araba dimostrerebbe che anche la popolazione locale e quella dei paesi confinanti (divenuti apertamente nemici dopo il 1948) hanno beneficiato dei miglioramenti economici portati dai coloni.
Oltre a questo una forte immigrazione di origine araba proveniente dall'esterno della Palestina, potrebbe dimostrare che la popolazione palestinese araba preesistente (o i discendenti diretti di questa) era minore rispetto alle stime e ai censimenti effettuati negli anni e quindi erano meno gli abitanti che potevano vantare un diritto a considerare come "terra d'origine" i territori assegnati ai coloni prima e a Israele poi, così come sarebbero di meno coloro ai quali si potrebbe applicare il diritto di ritorno. Relativamente a quest'ultimo punto parte del movimento sionista (soprattutto il sionismo cristiano), per giustificare l'esistenza di uno stato ebraico, dalla seconda metà del XIX secolo ai primi decenni XX secolo, spesso si rifaceva allo slogan "Land Without People for a People Without Land" ("Una terra senza popolo per un popolo senza terra"), frase coniata da Lord Anthony Ashley Cooper, interpretato però non nell'accezione originale (secondo cui la Palestina, sotto il dominio ottomano, non aveva nessun popolo che mostrasse aspirazioni nazionali), ma come la negazione della presenza di una significativa popolazione preesistente all'arrivo dei primi coloni; ancora oggi diverse fonti filo-israeliane sostengono la tesi per cui la Palestina sarebbe stata una zona quasi del tutto disabitata all'arrivo dei coloni ebrei.
Dal punto di vista della propaganda filo-palestinese la presenza di un'immigrazione ridotta, quando non direttamente di un'emigrazione, dimostrerebbe che l'arrivo dei coloni ebrei, soprattutto dopo la Dichiarazione di Balfour, non avrebbe giovato alla popolazione araba preesistente, né a quella delle regioni confinanti, e anzi sarebbe la causa dell'aumento di povertà e disoccupazione riscontrato dalle varie commissioni britanniche. Le stesse commissioni, a partire dall'inizio degli anni trenta, suggerirono di introdurre norme per limitare l'immigrazione ebraica, poi attuate con il White Paper del 1939.
Per quello che riguarda l'immigrazione legale, secondo i dati ufficiali, tra il 1920 e il 1945, immigrarono in zona 367 845 ebrei e 33 304 non-ebrei. Sia il rapporto della commissione Hope Simpson del 1930, sia quello della commissione Peel del 1937, confermano un aumento del benessere e della popolazione araba come conseguenza dell'immigrazione, ma entrambi riportano anche problematiche e gli attriti dovuti allo squilibro nelle condizioni economiche, educative e sanitarie tra le aree a maggioranza araba e quelle soggette all'immigrazione ebraica e al suo conseguente apporto di capitali ovviamente destinati ai soli coloni. Entrambe le commissioni poi citano le problematiche relative all'assegnazione e all'acquisto delle terre da parte dei coloni e dell'Agenzia ebraica, che se da un lato permettevano lo sfruttamento intensivo di terreni precedentemente incolti, dall'altro avevano causato un aumento della disoccupazione tra la popolazione preesistente, anche per via delle politiche di gestione di molte colonie decise dal movimento sionista (lavoro e assegnazione dei terreni acquisiti esclusivamente a ebrei). La commissione Peel cita anche le richieste di circa 40 000 arabi che avevano dovuto lasciare la Palestina a causa della prima guerra mondiale e non avevano quindi potuto acquisire la cittadinanza palestinese, consigliando che questa venga concessa a coloro che erano in grado di dimostrare collegamenti con la Palestina e l'intenzione certa di ritornare a risiedere nel suo territorio.
Lo storico statunitense Howard Sachar, esperto di questioni ebraiche, ha stimato che il numero di arabi immigrati in Palestina tra il 1922 e il 1946 sia circa 100 000. La stima è stata effettuata basandosi sulle opportunità economiche prodotte dalle colonie ebraiche e dalle maggiori spese (ridistribuite anche nei territori a maggioranza araba) che il governo mandatario poteva permettersi grazie a un aumento delle entrate tributarie, oltre al fatto che anche all'interno del paese vi era stato un movimento migratorio delle popolazioni arabe verso le zone in cui vi era una più elevata presenza di coloni ebrei, per lo meno prima dello scoppio della guerra civile del 1936. Secondo Sachar l'aumento della partecipazione araba nel campo industriale, valutabile in un aumento del 25%, era da ricondursi alla richiesta di produzione dovuto all'immigrazione ebraica.
Secondo lo storico britannico, e biografo ufficiale di Winston Churchill, Martin Gilbert, sarebbero circa 50 000 gli arabi immigrati in Palestina dalle nazioni vicine tra il 1919 e il 1939, attratti dalle opportunità di lavoro create dalla presenza degli ebrei.
Secondo l'economista americano Fred M. Gottheil si potrebbe ipotizzare che sia avvenuta un'immigrazione significativa durante gli anni venti, in base al fatto che l'immigrazione si verifica verso zone più benestanti e ricche di occasioni di lavoro (come erano divenute alcune di quelle soggette alla forte importazione di capitali che accompagnavano i coloni ebrei), e rimarca come questo tipo di spostamento di popolazione sia avvenuto anche all'interno della stessa Palestina. Secondo Gottheil gli studiosi che ritengono minima l'immigrazione araba sottostimano quella illegale e non tengono conto delle carenze e degli errori nei censimenti effettuati dall'Impero Ottomano prima e dal Mandato britannico poi.
Secondo Justin McCarthy, che nel 1990 ha pubblicato uno studio a proposito ("The Population of Palestine"), l'immigrazione araba è sempre stata molto ridotta, fin dal periodo in cui la Palestina era sotto il controllo dell'Impero Ottomano: in base alle sue valutazioni dal 1870 non si è registrata nessuna immigrazione significativa, in quanto questa sarebbe risultata dai registri anagrafici e dai censimenti, mostrando un aumento non giustificato dell'incremento di popolazione araba, che invece non è avvenuto. McCarthy nel suo studio cita anche gli studi di Roberto Bachi (membro dell'Israel Academy of Sciences and Humanities e primo presidente dell'Israeli Statistical Association) secondo il quale vi sarebbe stata un'immigrazione araba non registrata di circa 900 persone all'anno per un totale di 13 500 nel periodo compreso tra il 1931 e il 1945. Secondo lo studioso la popolazione araba presente al tempo del piano di spartizione del 1947 sarebbe stata composta quasi totalmente dai discendenti della popolazione precedente all'inizio dell'immigrazione ebraica. McCarthy ritiene anche che l'incremento di popolazione araba in alcune zone della Palestina e le migrazioni interne non siano conseguenze dell'arrivo dei coloni ebraici in quelle zone, ma rientrino in un fenomeno più vasto di movimento di popolazione avuto in tutta l'area mediterranea grazie allo svilupparsi delle infrastrutture e al boom mercantile e industriale di quegli anni; a questo proposito cita il caso della provincia di Jerusalem Sanjak, che al maggior indice di incremento della popolazione ebraica (3,5% annuo) della Palestina, fa registrare il più basso indice di incremento della popolazione musulmana (0,9% annuo).
Lo storico Gad G. Gilbar ha sostenuto che l'aumento di prosperità della Palestina nel cinquantennio precedente alla prima Guerra Mondiale era dovuto alla modernizzazione dell'area e alla sua integrazione con l'economia europea. Nonostante questa crescita sia dovuta a motivazioni esterne alla Palestina, la sua realizzazione pratica sul territorio non sarebbe dovuta all'arrivo di coloni ebrei, a interventi di stati esteri o alle riforme dell'impero Ottomano, ma principalmente all'attività delle comunità arabe e cristiane locali.

### Dati recenti
Secondo il Israel's Central Bureau of Statistics, nel maggio 2006 Israele ha 7 milioni di abitanti, di cui il 77% ebrei, il 18,5% arabi e un restante 4,3% di "altro". Tra gli ebrei il 68% è nato in Israele (principalmente israeliani di seconda o terza generazione), il 22% proviene dall'Europa o dalle Americhe mentre il 10% proviene dall'Asia e dall'Africa (inclusi quelli provenienti da nazioni Arabe).
Secondo stime palestinesi, la West Bank è abitata da circa 2,4 milioni di palestinesi, mentre la Striscia di Gaza da altri 1,4 milioni, mentre la somma della popolazione di Israele e dei territori palestinesi sarebbe stimabile tra i 9,8 e i 10,8 milioni di abitanti.
Secondo uno studio presentato nel 2006 al The Sixth Herzliya Conference on The Balance of Israel's National Security dall'American-Israel Demographic Research Group vi sarebbero 1,4 milioni di palestinesi nella West Bank. Lo studio è stato tuttavia criticato dal demografo e studioso di origine italiana Sergio Della Pergola, che stima alla fine del 2005 in 3,33 milioni i residenti palestinesi di Gaza e West Bank. Sempre secondo Della Pergola la popolazione araba nel 2005 era composta, oltre che dai 3,3 milioni di palestinesi presenti nei territori occupati, anche da 1,3 milioni di arabi israeliani, mentre la popolazione ebraica era circa il 50% del ex-territorio del mandato britannico (su 10,5 milioni di abitanti).
La Giordania, il cui territorio era inizialmente parte del mandato britannico e fu suddiviso fin dal 1921 da quello della Palestina (divenendo la Transgiordania), ha una popolazione stimata di circa 6,2 milioni di abitanti (2008), di cui la metà composta di palestinesi, in parte presenti sul territorio quando nacque lo stato giordano nel 1946, in parte rifugiati provenienti dalla Palestina durante le varie guerre avvenute con Israele.

### La Giornata internazionale di solidarietà per il popolo palestinese
Il 29 novembre 1947, con la risoluzione 181 dell'Assemblea Generale delle Nazioni Unite, venne approvato il Piano di partizione della Palestina: esso proponeva di risolvere il conflitto fra ebrei e arabi, con la partizione del territorio palestinese fra due istituendi Stati, uno ebraico, l'altro arabo, con Gerusalemme sotto controllo internazionale. La data viene ricordata oggi con la Giornata internazionale di solidarietà per il popolo palestinese

### Riferimenti
1. ↑   Olson, S., Mapping Human History, New York, Houghton Mifflin, 2003,  pp. 74-76.
2. ↑   D. N. Freedman et al., Eerdmans Dictionary of the Bible, Eerdmans, 2000,  pp. 689-690, ISBN 978-0802824004.
3. 1 2   Palestina, in Treccani.it – Enciclopedie on line, Roma, Istituto dell'Enciclopedia Italiana. URL consultato il 4 aprile 2022.89
4. ↑  Cfr. Erodoto, Storie, III.91.
5. ↑  Cfr. Erodoto, Storie, II.104.
6. 1 2 3 4 5   David Jacobson, When Palestine Meant Israel, in Biblical Archaeology Review, 2001.
7. ↑  (EN) Trude Krakauer Dothan e Moshe Dothan, People of the sea: the search for the Philistines, Macmillan, 1992,  pp. 22-23. URL consultato il 17 febbraio 2024.
8. ↑  (EN) James Henry Breasted, Ancient Records of Egypt: The first through the seventeenth dynasties,  p. 24. URL consultato il 17 febbraio 2024.
9. ↑  (EN) The Philistines in Transition. URL consultato il 17 febbraio 2024.
10. ↑   Palestine, in Enciclopedia Britannica.
11. ↑  (EN) Sykes-Picot agreement - Key maps
12. ↑  (EN) Report on Palestine administration 1922 Archiviato il 29 ottobre 2013 in Internet Archive., riportato sul sito dell'ONU
13. 1 2  (EN) Hope Simpson Royal Commission Report, October 1930, Chapter III
14. ↑  (EN) The Palestine Mandate Archiviato il 21 aprile 2016 in Internet Archive.
15. ↑  (EN) Transjordan 1920 Archiviato il 24 dicembre 2007 in Internet Archive., dalla The Encyclopedia of World History, Houghton Mifflin Company, 2001
16. ↑  Tessler, pp. 162-165.
17. 1 2  (EN) British White Paper of June 1922 Archiviato il 7 novembre 2001 in Internet Archive.
18. 1 2 3 4 5  (EN) British White Paper of 1939 Archiviato il 21 aprile 2016 in Internet Archive.
19. 1 2 3  (EN) Report of the Palestine royal commission Archiviato il 31 dicembre 2010 in Internet Archive., il rapporto della commissione Peel del 1937 sul sito dell'ONU
20. ↑  (EN) Prophet with a Gun Archiviato il 14 gennaio 2009 in Internet Archive., articolo del Times su David Ben-Gurion
21. ↑  (EN) Biografia di Avraham Stern, sulla jewishvirtuallibrary
22. ↑  (EN) Studies in the History of Zionism Archiviato il 23 ottobre 2007 in Internet Archive., dal sito Jewish Zionist Education
23. 1 2 3 4 5  (EN) United Nations Special Committee on Palestine, Recommendations to the General Assembly, A/364, 3 September 1947 Archiviato il 28 settembre 2013 in Internet Archive.
24. 1 2  distribuzione della popolazione Archiviato il 6 dicembre 2010 in Internet Archive. nella Palestina del 1946
25. ↑  (EN) Resolution 181 (II). Future government of Palestine Archiviato il 21 agosto 2004 in Internet Archive.
26. ↑  Il Peccato originale d'Israele. L'espulsione dei Palestinesi rivisitata dai «nuovi storici» israeliani Archiviato il 24 luglio 2008 in Internet Archive., seminario di Dominique Vidal, dell'8 marzo 2006, dal sito cartografareilpresente.org (titolo originale "Le Péché originel d'Israël. L'expulsion des Palestiniens revisitée par les «nouveaux historiens» israéliens")
27. ↑  Yoav Gelber, Palestine 1948, Appendix II - Propaganda as History: What Happened at Deir Yassin? Archiviato il 27 febbraio 2008 in Internet Archive.
28. ↑  (EN) The 1948 War, dalla Jewish Virtual Library
29. ↑  (EN) Declaration of Israel's Independence 1948 Archiviato il 13 febbraio 2008 in Internet Archive.
30. ↑  'The Origins and Evolution of the Palestine Problem: 1917–1988. Part II, 1947–1977 Archiviato il 26 maggio 2011 in Internet Archive..
31. ↑  Rapporto Generale e Rapporto Supplementare della Commissione di Conciliazione dell'ONU per la Palestina, sul periodo 11 dicembre 1949 - 23 ottobre 1950 Archiviato l'11 ottobre 2007 in Internet Archive., pubblicato dalla Commissione di Conciliazione dell'ONU, 23 ottobre 1950. (U.N. General Assembly Official Records, 5th Session, Supplement No. 18, Document A/1367/Rev. 1)
32. ↑  (EN) "The Arab Refugees", The New York Post. 30 novembre 1948. Reproduction.
33. ↑  (EN) The Encyclopedia of World History, Sixth edition Peter N. Stearns, general editor. Hughton Mifflin Company, 2001.
34. ↑  Yearbook of theUnited Nations 1948-49 Archiviato il 27 marzo 2008 in Internet Archive. III. Political and Security Questions A. THE PALESTINE QUESTION
35. 1 2  (EN) 194 (III). Palestine -- Progress Report of the United Nations Mediator Risoluzione 194 dell'ONU, A/RES/194 (III) 11 dicembre 1948
36. ↑   Cosa sono i confini del 1967, su ilpost.it, 20 maggio 2011. URL consultato il 1º febbraio 2015.
37. ↑   Il Messaggero, 29-11-2012, su ilmessaggero.it. URL consultato il 20 febbraio 2014 (archiviato dall'url originale il 25 febbraio 2014).
38. ↑  La Svezia riconosce la Palestina, Israele ritira l'ambasciatore
39. ↑   Redazione di Nena News, ONU. Presentata risoluzione palestinese più morbida., in Nena News (Agenzia Stampa Vicino Oriente), 18 dicembre 2014.
40. ↑   UN Security Council rejects Palestinian statehood resolution, in MEMO (Middle East MOnitor), 30 dicembre 2014. URL consultato il 27 gennaio 2015 (archiviato dall'url originale il 12 maggio 2015).
41. ↑   Quali Paesi hanno riconosciuto finora lo Stato palestinese, e perché, su euronews, 22 maggio 2024. URL consultato il 24 maggio 2024.
42. ↑   Palestina. Ad aprire la via del riconoscimento dello Stato è stata la Santa Sede, su www.avvenire.it, 22 maggio 2024. URL consultato il 24 maggio 2024.
43. ↑   Statistics, su jewishencyclopedia.com.
44. ↑  Magen Broshi, The Population of Western Palestine in the Roman-Byzantine Period, Bulletin of the American Schools of Oriental Research, No. 236, p. 7, 1979.
45. ↑  Yigal Shiloh, "The Population of Iron Age Palestine in the Light of a Sample Analysis of Urban Plans, Areas, and Population Density", in: Bulletin of the American Schools of Oriental Research, No. 239, 1980, p. 33.
46. ↑  Hastings Bible Dictionary, Vol. 3, p. 646.
47. ↑  Les Juifs dans l'empire romain (1914), 1, 209f.
48. ↑  Riprendendo W. C. Lowdermilk, Palestine, Land of Promise,(1944), p. 47.
49. ↑  From Jesus to Paul (1944), p. 33.
50. ↑  Herod the Great (1971), p. 165.
51. ↑  A Social and Religious History of the Jews, 2nd ed. (1952), Vol. 1, pp. 168, 370-2.
52. ↑  Encyc. Biblica colonna 3550.
53. ↑  Referred to by W C Lowdermilk, Palestine, Land of Promise (1944), p. 47.
54. ↑  The Holy Land (1966), pp. 220-221.
55. ↑  Lettera del 16 dicembre 1941 riportata da Lowdermilk, ibid., p. 47.
56. ↑  Die Bevolkerung der griechischromischen Welt (1886), pp. 242-9.
57. ↑  Economic Background of the Gospels (1926), p. 83.
58. ↑  Byatt, 1973.
59. ↑  Daily Life in Palestine at the Time of Christ (1962), p. 43.
60. ↑  Preparing the Way for Paul (1930), p. 115.
61. ↑  History of New Testament Times (1949), p. 189.
62. ↑  Mission und Ausbreitung des Christentums (1915), 1, p. 10.
63. ↑  Jerusalem in the Time of Jesus (1969), p. 205.
64. ↑  "The Density of Population in Ancient Palestine", Journal of Biblical Literature, Vol 66 (1947), pp. 425-36.
65. ↑  (EN) Interrupting a History of Tolerance Archiviato il 9 marzo 2008 in Internet Archive.
66. ↑  Garfinkle, Adam M. (ottobre 1991). "On the Origin, Meaning, Use and Abuse of a Phrase.", Middle Eastern Studies 27 (4.)
67. ↑  Si veda per es Israele: 21 domande, 21 risposte su informazionecorretta.com
68. ↑  A Survey of Palestine: Prepared in December, 1945 and January, 1946 for the Information of the Anglo-American Committee of Inquiry, volume 1, pag. 185
69. ↑  Sachar, Howard M., A History of Israel: From the Rise of Zionism to Our Time, 2nd ed., revised and updated, New York: Alfred A. Knopf., 2006, ISBN 0-679-76563-8, p. 167.
70. ↑    1. Gilbert, Martin, The Routledge Atlas of the Arab-Israeli Conflict, Routledge, 2005, ISBN 0-415-35900-7 p. 16.
71. ↑  (EN) The Smoking Gun: Arab Immigration into Palestine, 1922-1931, articolo di Fred M. Gottheil, Middle East Quarterly, 2003
72. ↑  Justin McCarthy, The Population of Palestine, Columbia University Press, 1990, pag 33
73. ↑  Justin McCarthy, The Population of Palestine, Columbia University Press, 1990, p. 16
74. ↑  Gar G. Gilbar (1986), The Growing Economic Involvement of Palestine With the West, 1865-1914. In David Kushner (Ed.), Palestine in the Late Ottoman Period: Political, Social and Economic Transformation. Brill Academic Publishers. ISBN 90-04-07792-8, pag 188
75. ↑   Government of Israel Central Bureau of Statistics, Population, by religion and population group (PDF), su www1.cbs.gov.il. URL consultato l'8 aprile 2006 (archiviato dall'url originale il 10 aprile 2006).
76. ↑   Government of Israel Central Bureau of Statistics, Jews and others, by origin, continent of birth and period of immigration (PDF), su www1.cbs.gov.il. URL consultato l'8 aprile 2006 (archiviato dall'url originale il 25 marzo 2006).
77. ↑   Bennett Zimmerman & Roberta Seid, Arab Population in the West Bank & Gaza: The Million Person Gap, su pademographics.com, American-Israel Demographic Research Group, 23 gennaio 2006. URL consultato il 27 settembre 2006.
78. ↑   Sergio Della Pergola, Letter to the Editor, su azure.org.il, Azure, Winter 2007, No. 27. URL consultato l'11 gennaio 2007 (archiviato dall'url originale il 5 maggio 2008).
79. ↑  Intervista a Sergio Della Pergola Archiviato il 19 dicembre 2007 in Internet Archive., del 29 settembre 2005, dal sito web ufficiale della Comunità ebraica di Milano
80. ↑  (EN) CIA - The World Factbook -- Jordan Archiviato il 24 dicembre 2018 in Internet Archive. (visionato il 13 novembre 2008)
81. ↑  (EN) Assessment for Palestinians in Jordan Archiviato il 1º gennaio 2016 in Internet Archive., Minorities at Risk